# Mraveniště

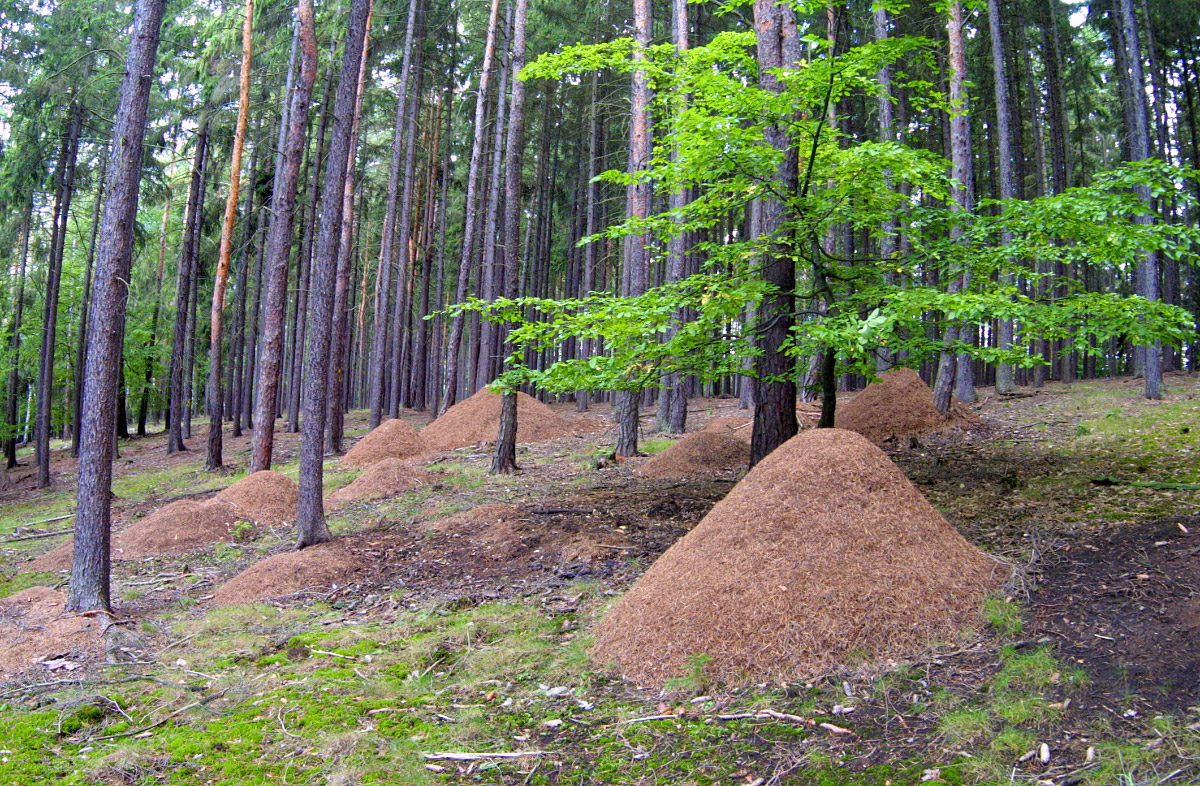

Mraveniště je místo,[zdroj?] které slouží jako hnízdo mravencům. Jde o umělou stavbu,[zdroj?] kterou mravenci soustavnou prací budují k přežití kolonie, a může být obydleno i několik desítek let.
Slouží k ochraně před nepříznivým počasím a predátory, k uskladnění potravy a k výchově potomstva, kterému zajišťuje optimální podmínky pro růst díky důmyslnému systému s termoregulační schopností.
Podoba a materiál, ze kterého je mraveniště postaveno, závisejí na daném druhu mravence a na prostředí, ve kterém mravenci žijí – typově v rozmezí od primitivních hnízd až po vysoce propracované dokonalé stavby.
Existují tak mraveniště z jehličí, zeminy, kartónové hmoty, listí, v zemi, dutinách stromů, v rostlinách atd.

## Funkce a uspořádání mraveniště

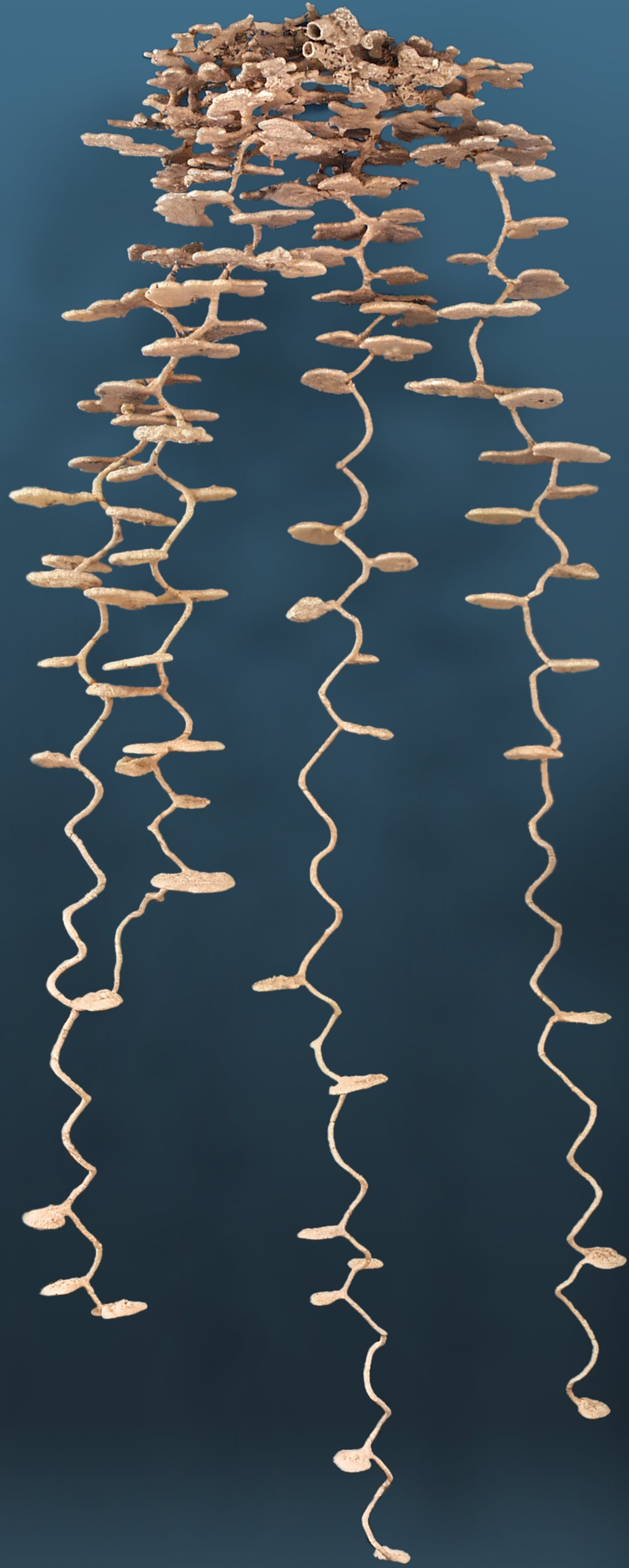
Model mravenčích chodbiček druhu Pogonomyrmex badius

Hlavní funkcí mraveniště je pro tento teplomilný a suchomilný hmyz zajistit termoregulaci nutnou ke správnému růstu potomstva a k udržení správné vlhkosti. Zajišťuje útočiště před predátory a přírodními vlivy. Uvnitř mraveniště se nacházejí zásobárny s potravou, propojovací chodby a chodbičky, komora s královnou a komůrky, kde se líhnou nové generace mravenců.
Mravenčí larvy nebo kukly jsou vždy pečlivě srovnány v různých komůrkách, tak aby měly optimální podmínky pro růst v jednotlivých vývojových fázích.
Převážná část hnízda je skryta v podzemí, kde mravenci nacházejí útočiště před predátory a chladem v zimě.
Často do okolí vede síť cest a cestiček, po kterých mravenci putují za potravou.

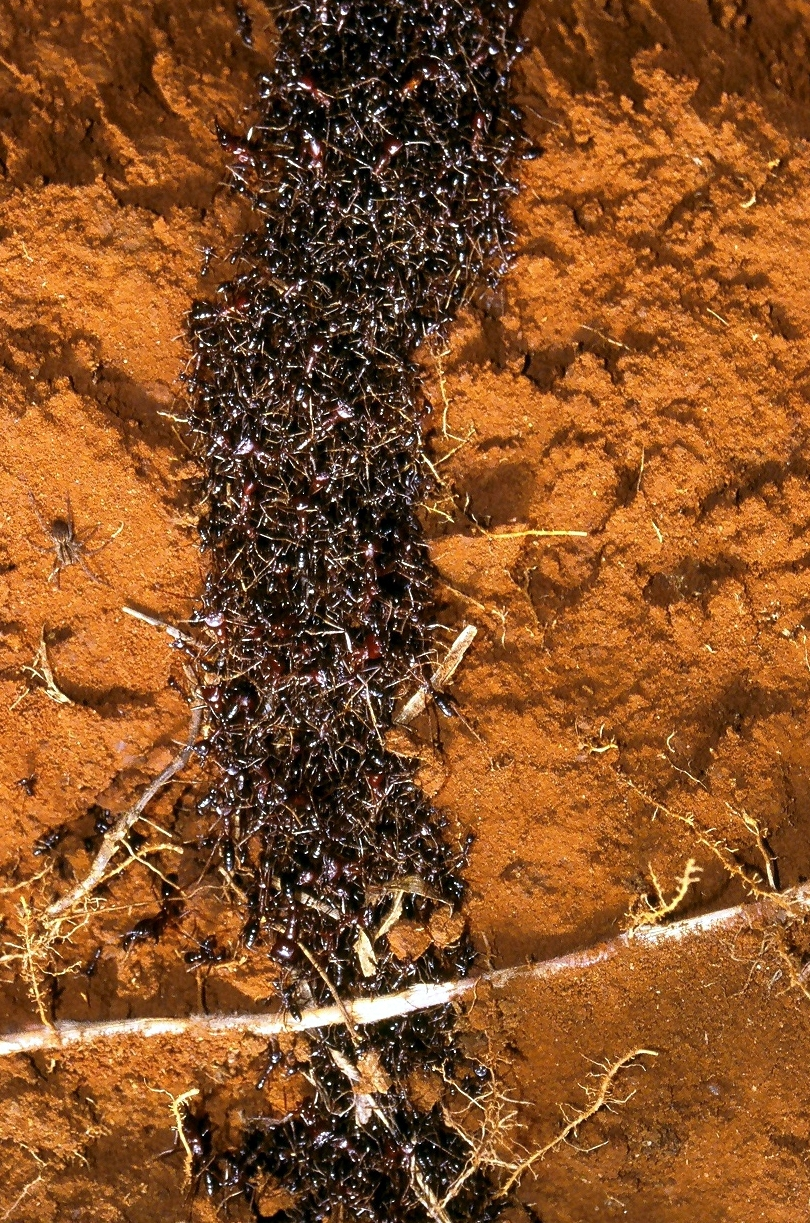
Dálnice rodu Dorylus
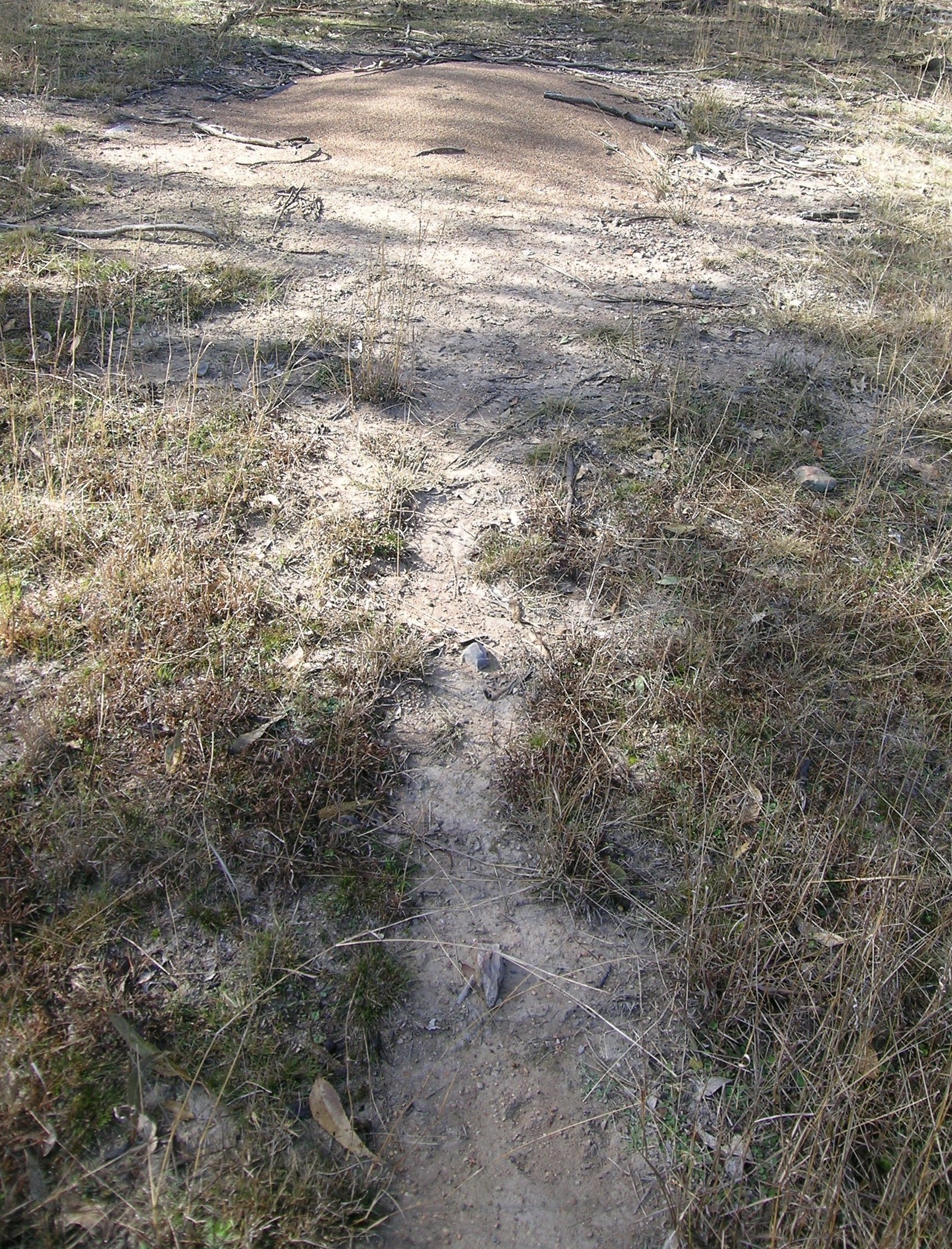
Mravenčí cesta

## Typy mravenišť
Mravenci obývají všechny kontinenty kromě Antarktidy. Vyskytují se od vyprahlých pouští přes tropy až k polárním kruhům a svými stavbami mravenišť ukazují neuvěřitelnou schopnost adaptace na dané prostředí.

### Zemní a podzemní mraveniště

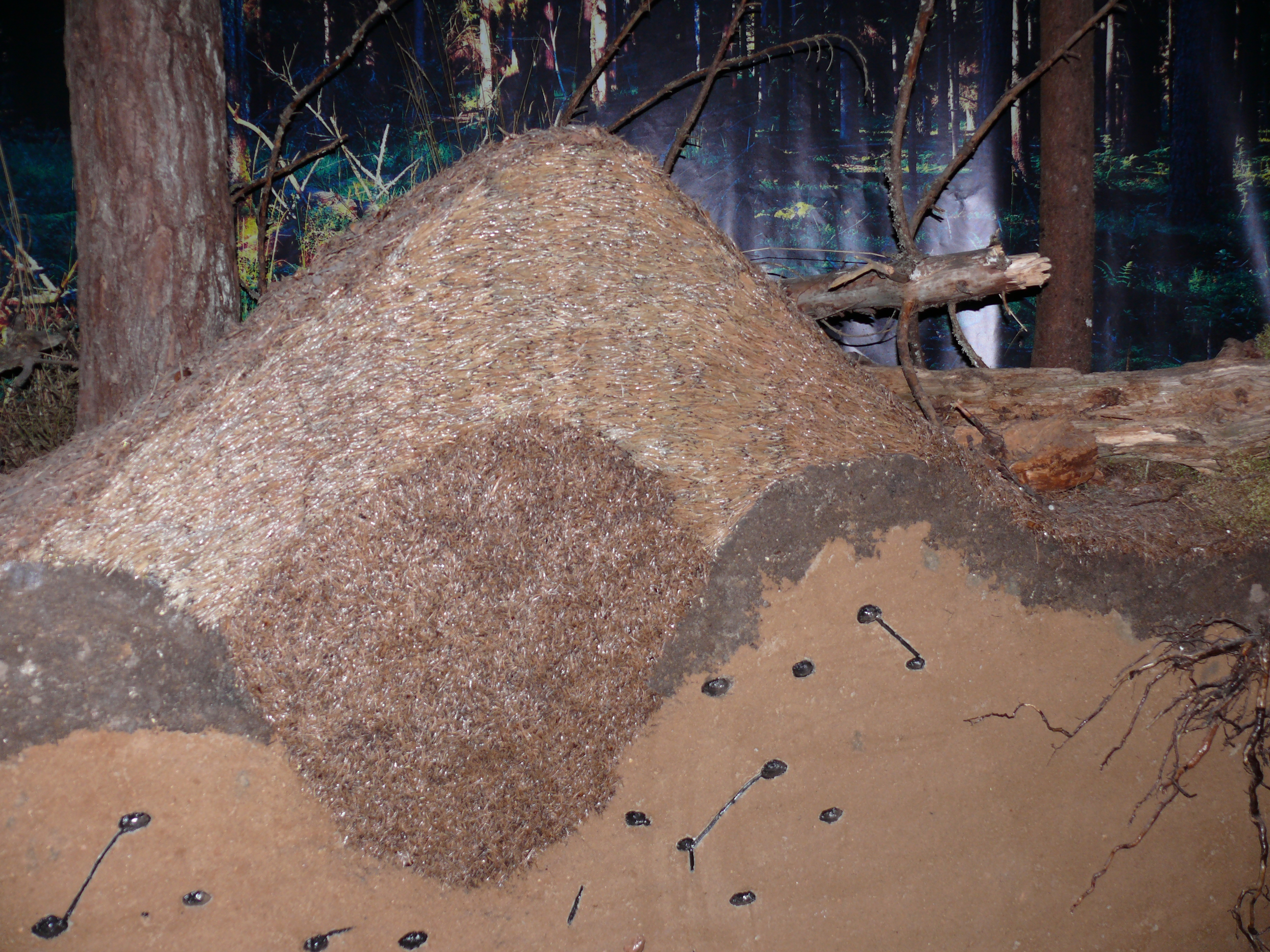
Průřez mraveništěm lesních mravenců

V Evropě jsou nejběžnější stavbou zemní a podzemní mraveniště. V teplých krajinách převládají mraveniště bez vybudované zemní kupy, protože ji mravenci nepotřebují díky dostatku tepla.
Mravenec lesní buduje mraveniště z jehličí a klacíků, často s pařezem v centru stavby. Stavba je jako ledovec – větší část je skryta pod povrchem; nadzemní část se může tyčit až do výšky 1,5 m.
Pro zvýšení akumulace slunečního tepla je v severních šířkách pozvolnější svah orientován směrem na jih, kam dopadá nejvíce slunečního záření.
Mravenec obecný (Lasius niger) buduje hnízdo z jemné zeminy pod kamenem, v zemi nebo mrtvém dřevě. Podzemní hnízdo je s povrchem spojeno otvůrky obklopenými drobnými hliněnými valy. Občas má mraveniště i nadzemní kopulovitou hliněnou nadstavbu navršenou kolem stébel trav. Tato část je pevná, odolává větru i letním dešťům, ale zima nadstavbu ničí.
Americký druh z rodu střihačů (Atta sexdens) tvoří kupu z ohromného množství z podzemí vynesené zeminy, kde má vybudovanou síť chodeb a velkých komůrek. Velká část komůrek obsahuje známé houbové zahrádky, kam mravenci nosí rozmělněnou listovou hmotu, na které pěstují houbu sloužící jako jejich hlavní příjem obživy. Tato mraveniště dosahují průměru 10 m, hloubky 6 m a až 2000 komůrek s celkovým objemem 20 m³. V dospělé kolonii žije 5–8 milionů mravenců.
Mravenec žahavý (Tetramorium caespitum) má mraveniště pouze v zemi, stejně jako mnoho mravenců žijících v teplém a suchém prostředí, jako např. mravenec zrnojed (Messor barbarus), který má v mraveništi zvláštní kastu mravenců sloužících jako živé zásobárny potravy v období hladu.

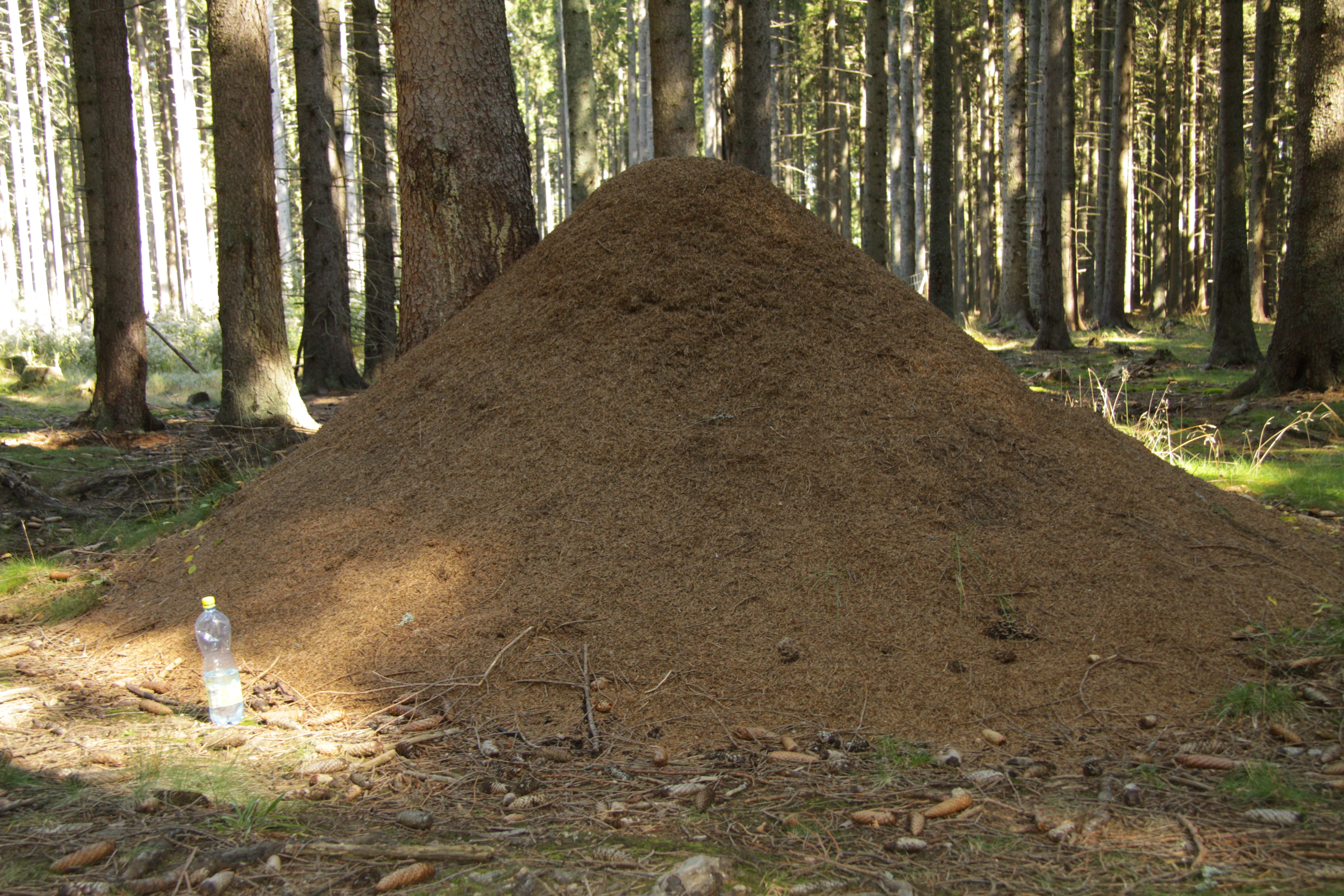
Mraveniště mravence lesního
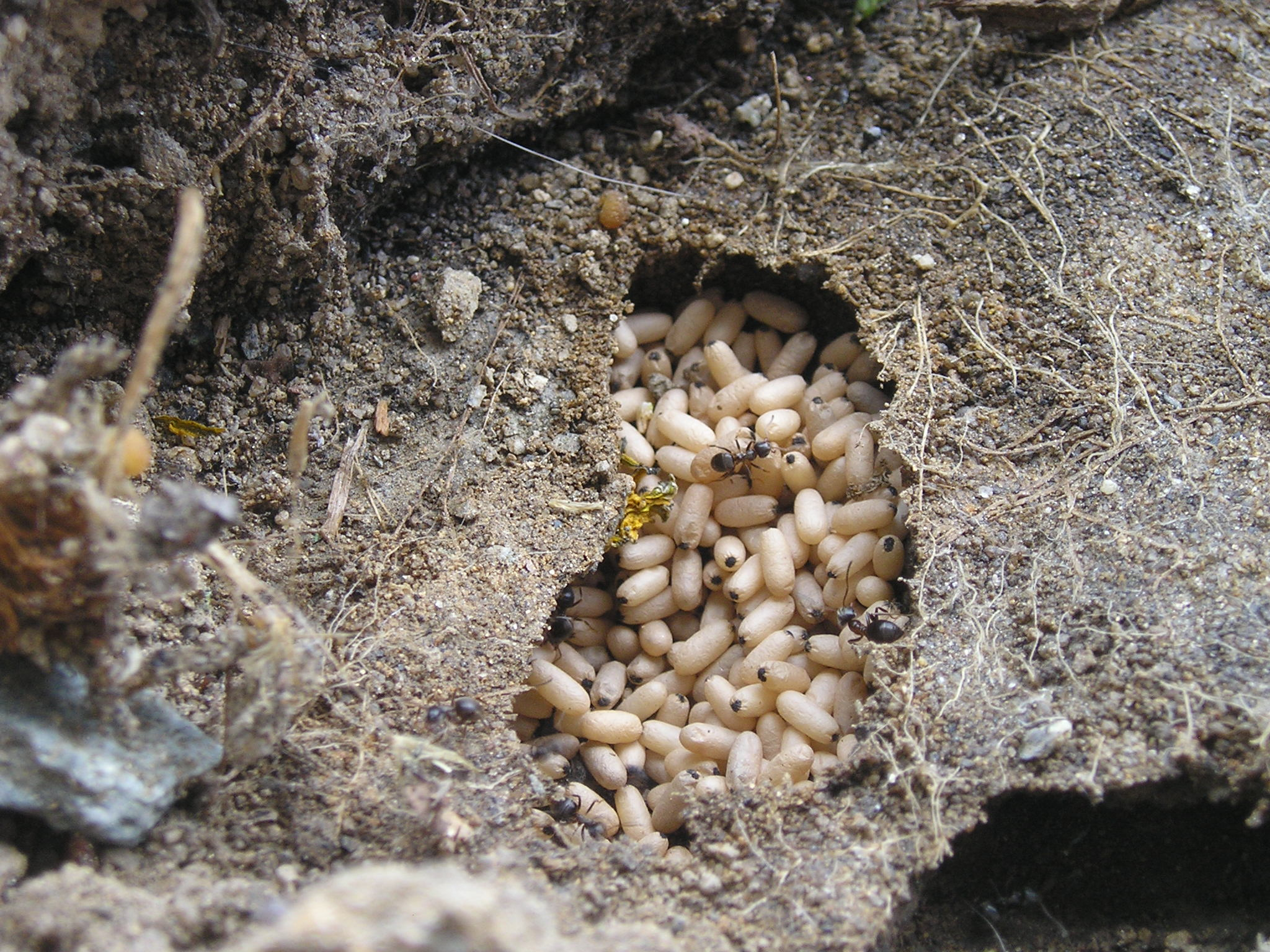
Mraveniště mravence obecného
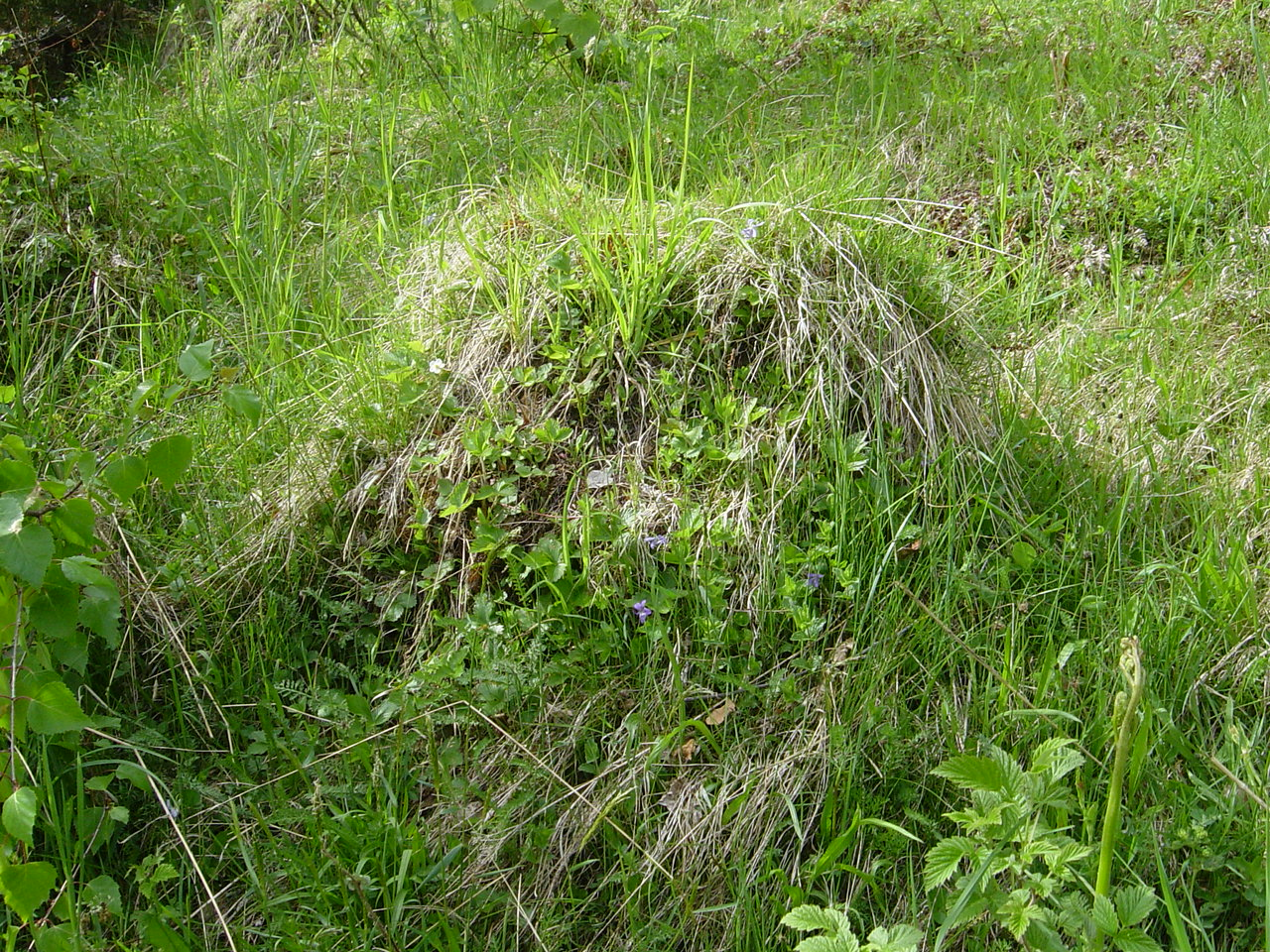
Mraveniště mravence žlutého
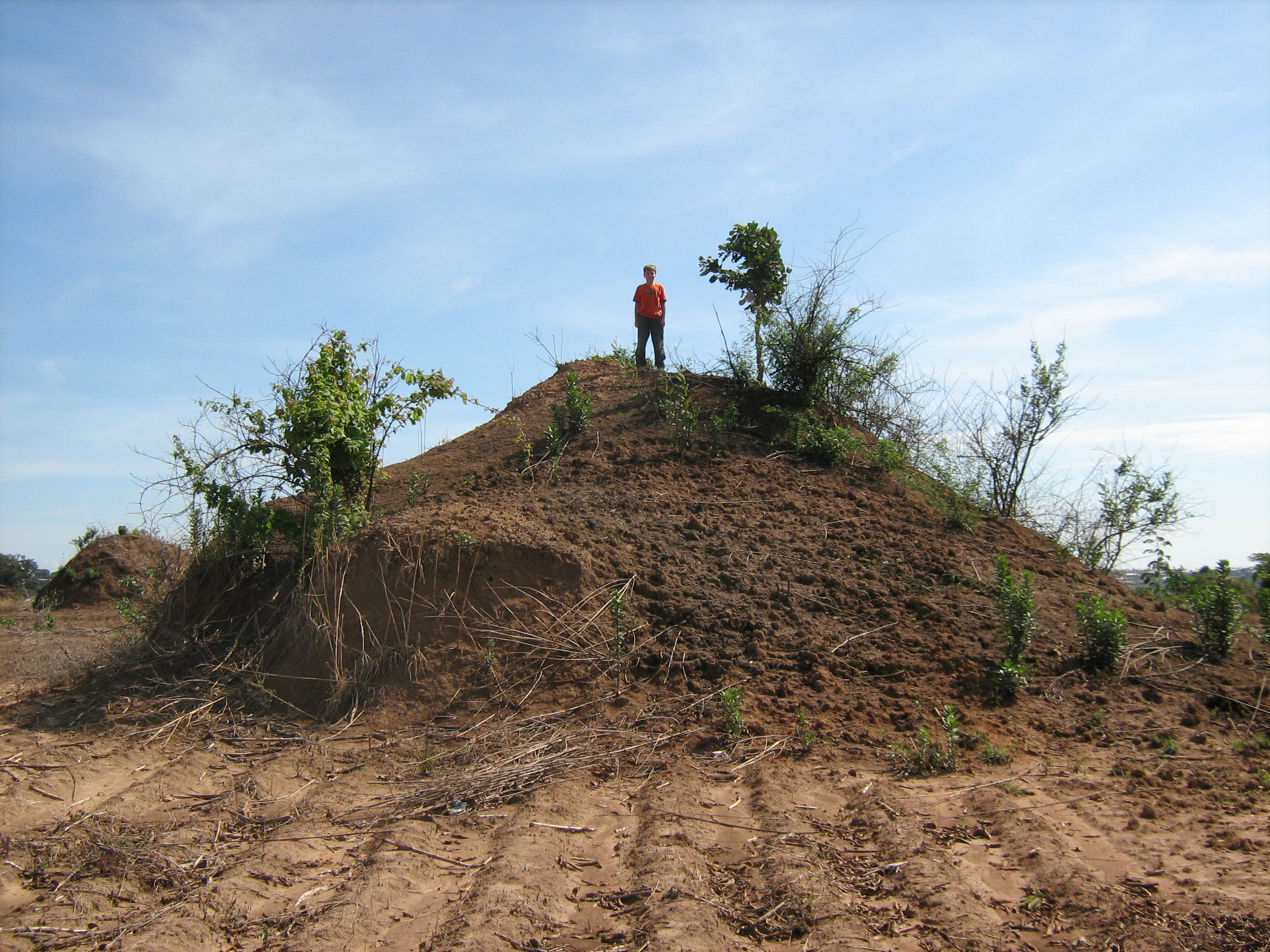
Mraveniště druhu Atta sexdens
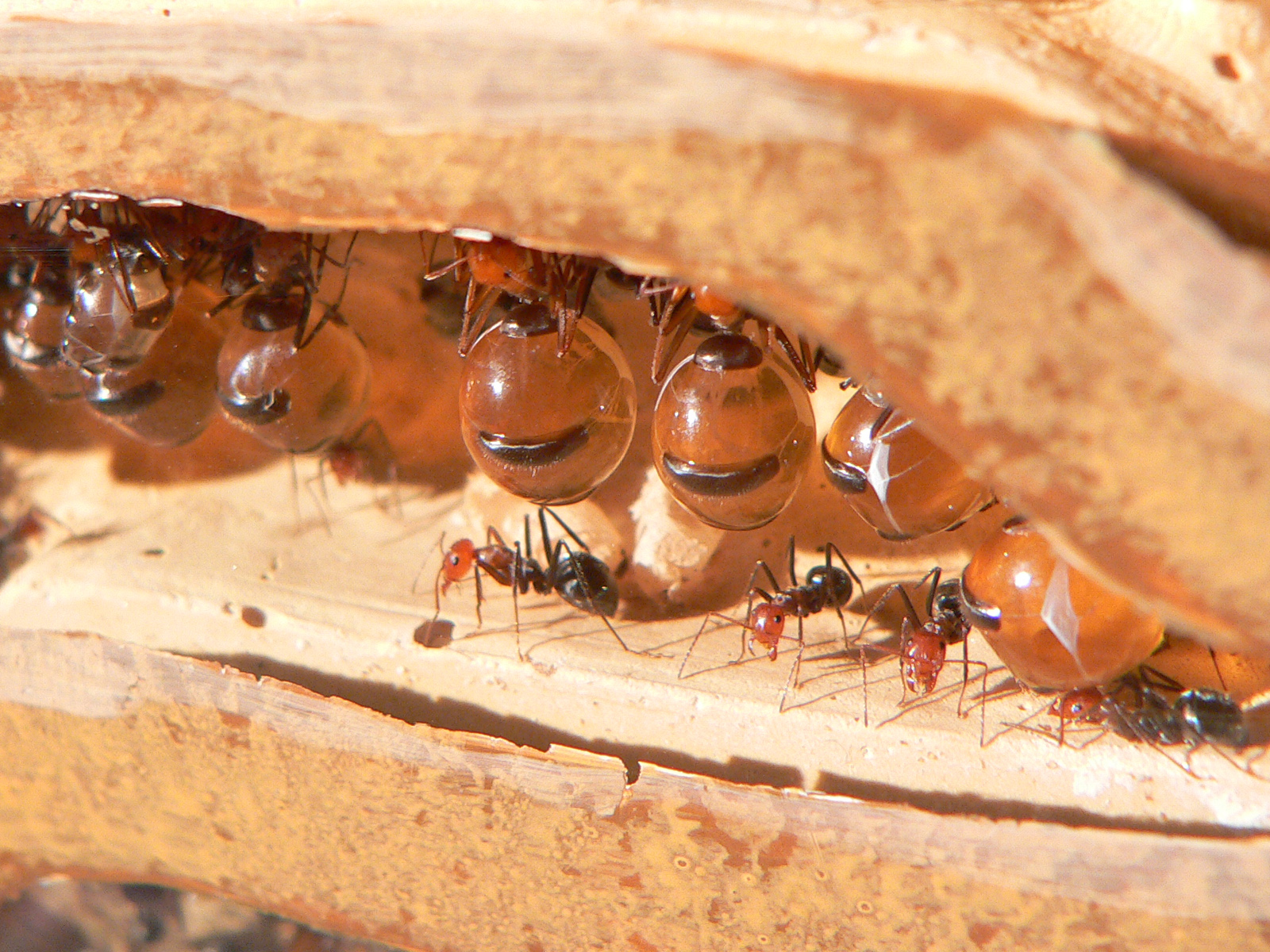
Mravenec zrnojed

### Stromová mraveniště
Mravenci neobývají pouze zem a podzemí, ale budují hnízda i ve stromech a korunách stromů.
Mravenec černolesklý (Lasius fuliginosus) zakládá kolonii v dutinách živých stromů, zejména dubů. Jako jediný druh u nás si staví složitá podzemní kartonová hnízda z „dřevobetonu“ (směs hrubé dřevnaté drtě a zeminy slepená medovicí a sekrety vyloučenými z mandibulární žlázy). Zavěšená podzemní hnízda z dřevobetonu dosahují až délky 2 m. Tato mraveniště nebývají často zvenčí patrná a jsou objevena až při kácení stromu.

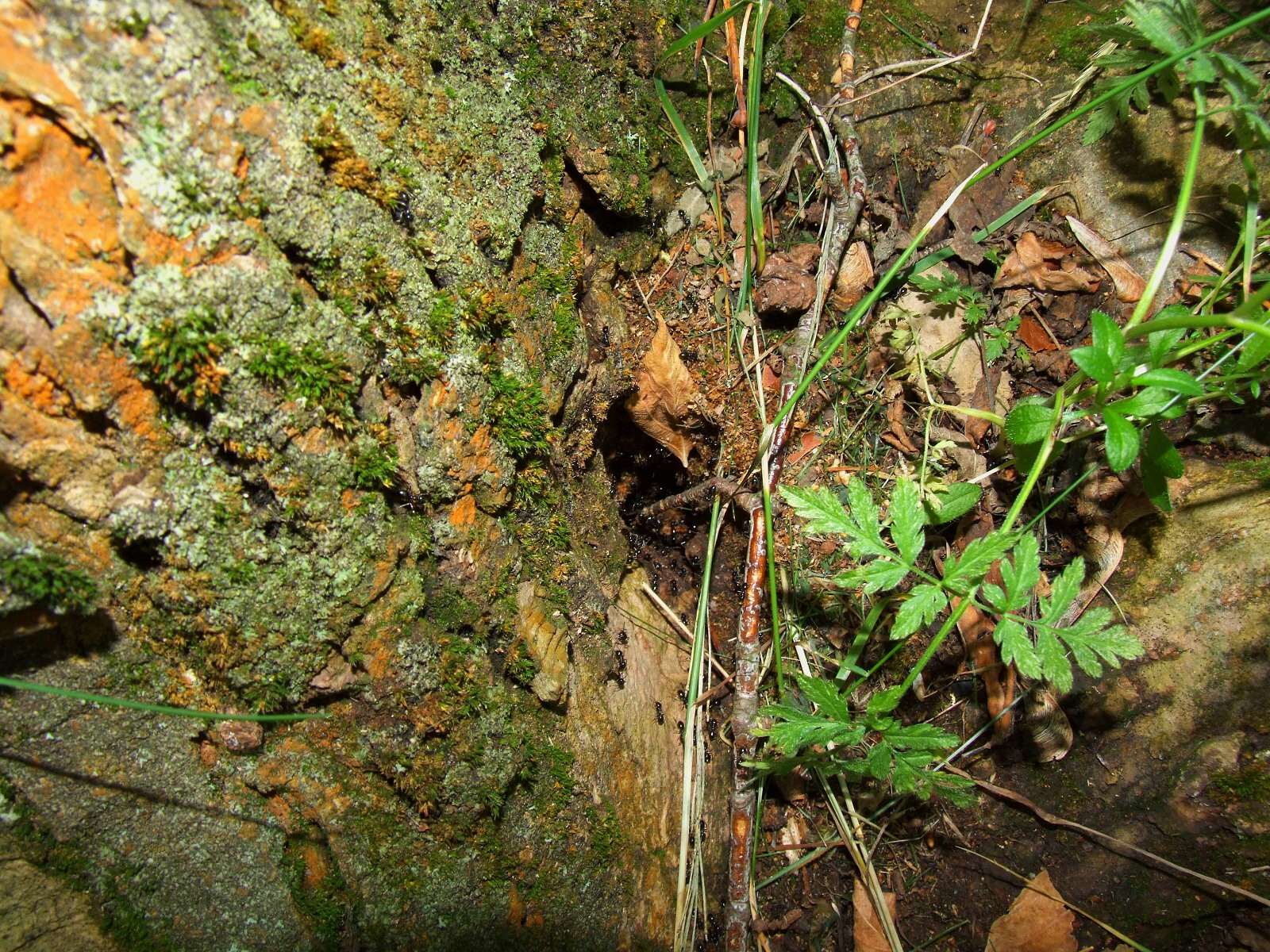
Vstup do hnízda v dutině stromu
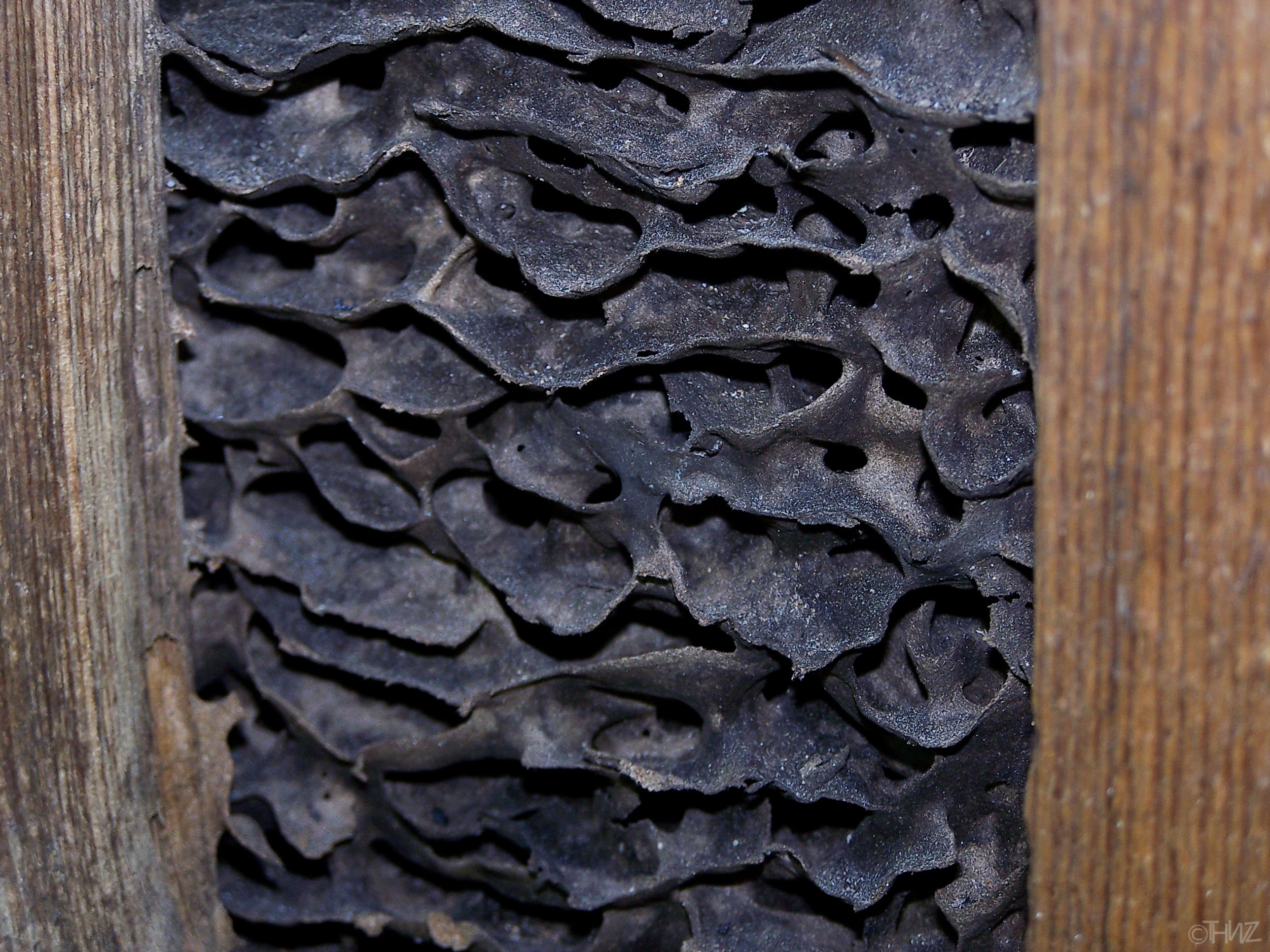
Komůrky z „dřevobetonu“

Mravenci rodu Camponotus – např. mravenec dřevokaz (Camponotus ligniperdus) – si dělají hnízda nejčastěji v borových nebo jedlových pařezech a také v mrtvém dřevě. Chodby ve dřevu vykousávají ve směru let stromu.

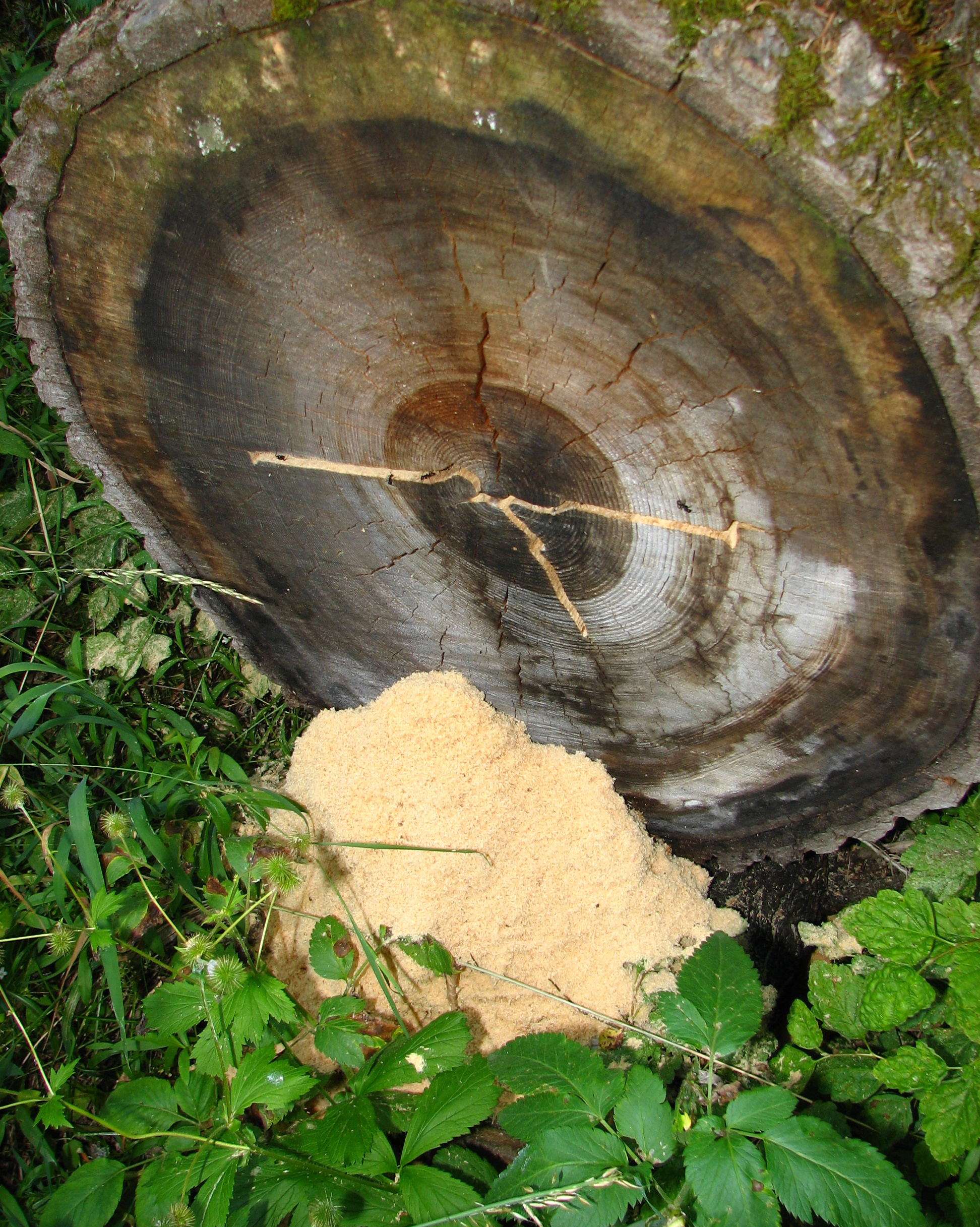
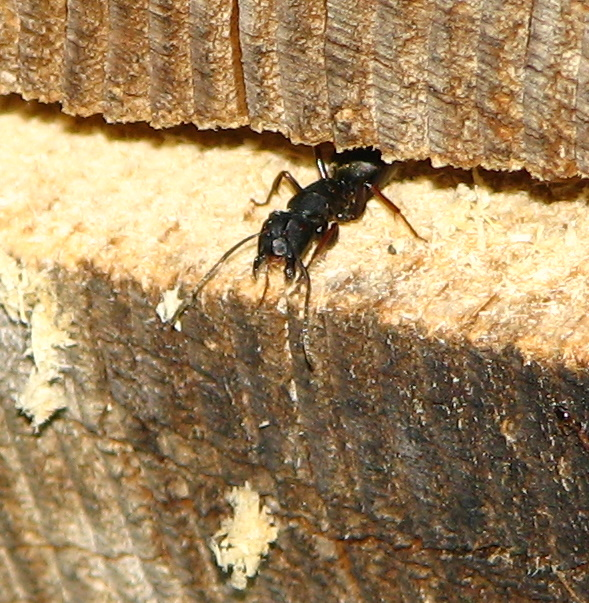
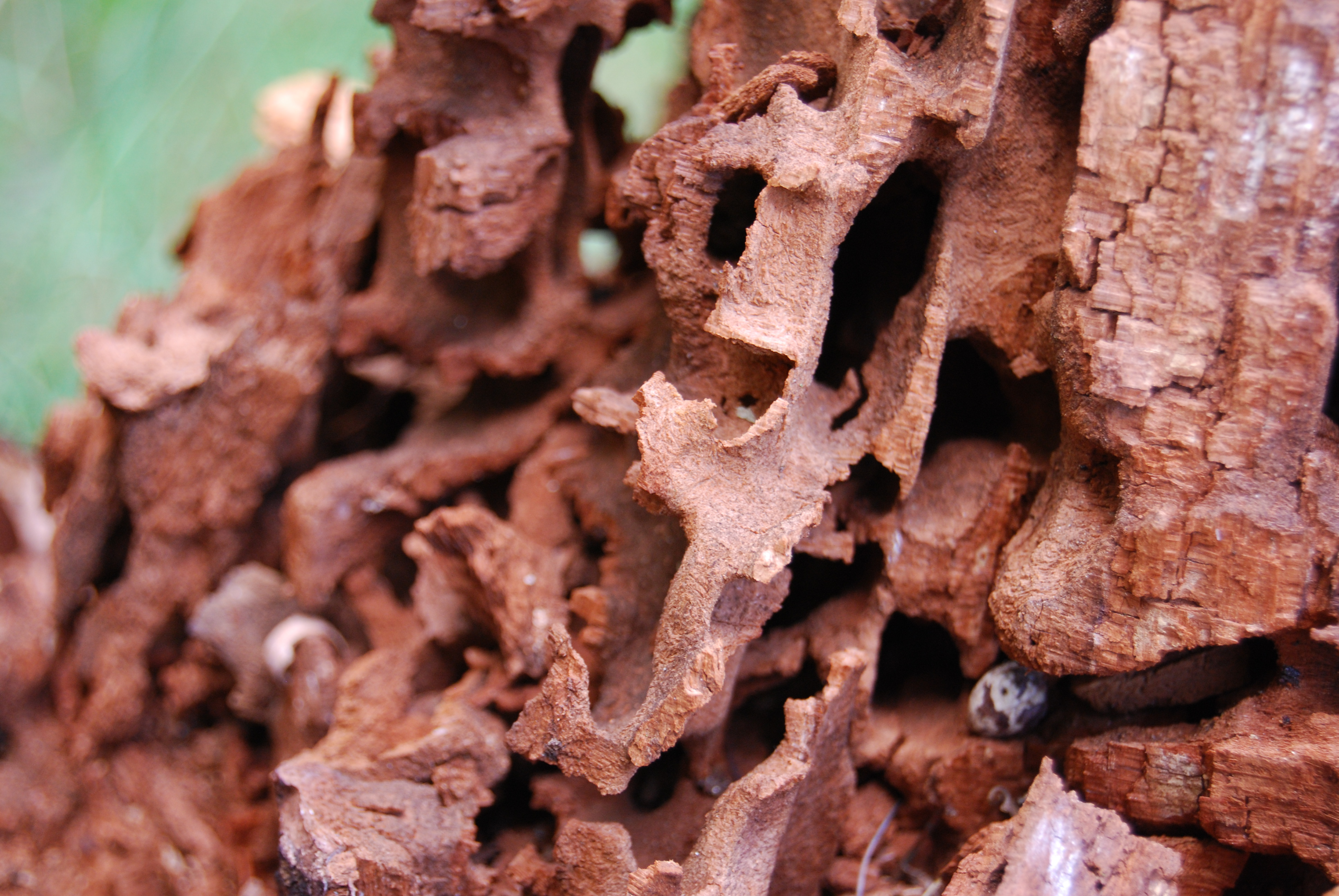
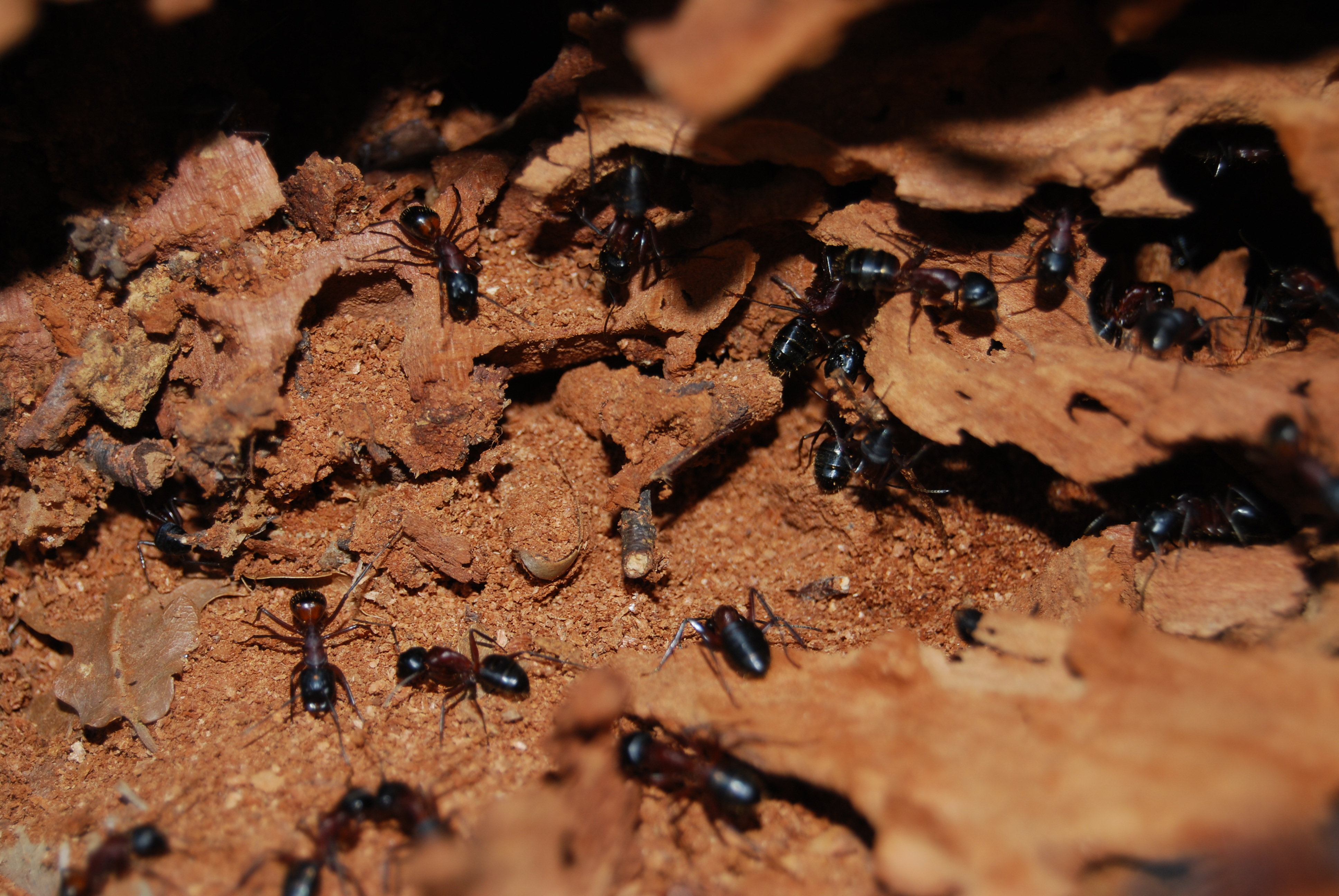
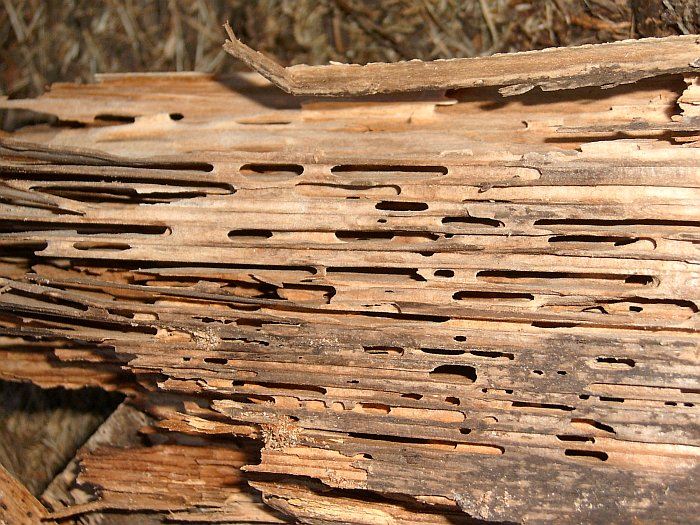
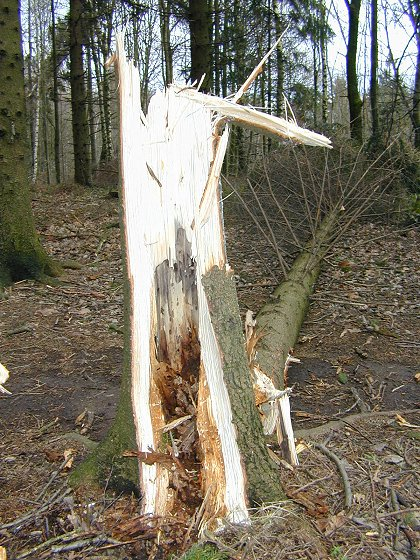
Mraveniště mravence obrovského (Camponotus herculeanus)

Mraveniště „tkalců“ (Oecophylla smaragdina) z Afriky je „sešito“ z listů v koruně stromu. Tkalci ze svých těl vytvářejí řetězce, a tím k sobě přitahují listy, které sešívají hedvábím larev, které dělnice drží v kusadlech a pohybují jimi sem a tam napříč listy.
Larva uvolňuje z vývodu žláz hedvábné vlákno, původně určené k vytvoření kokonu. Larvy takto zbavené kokonu neuhynou, ale jsou odchovány v poněkud odlišných podmínkách. Tisíce vláken vytvoří pevné tkanivo držící listy pevně u sebe.

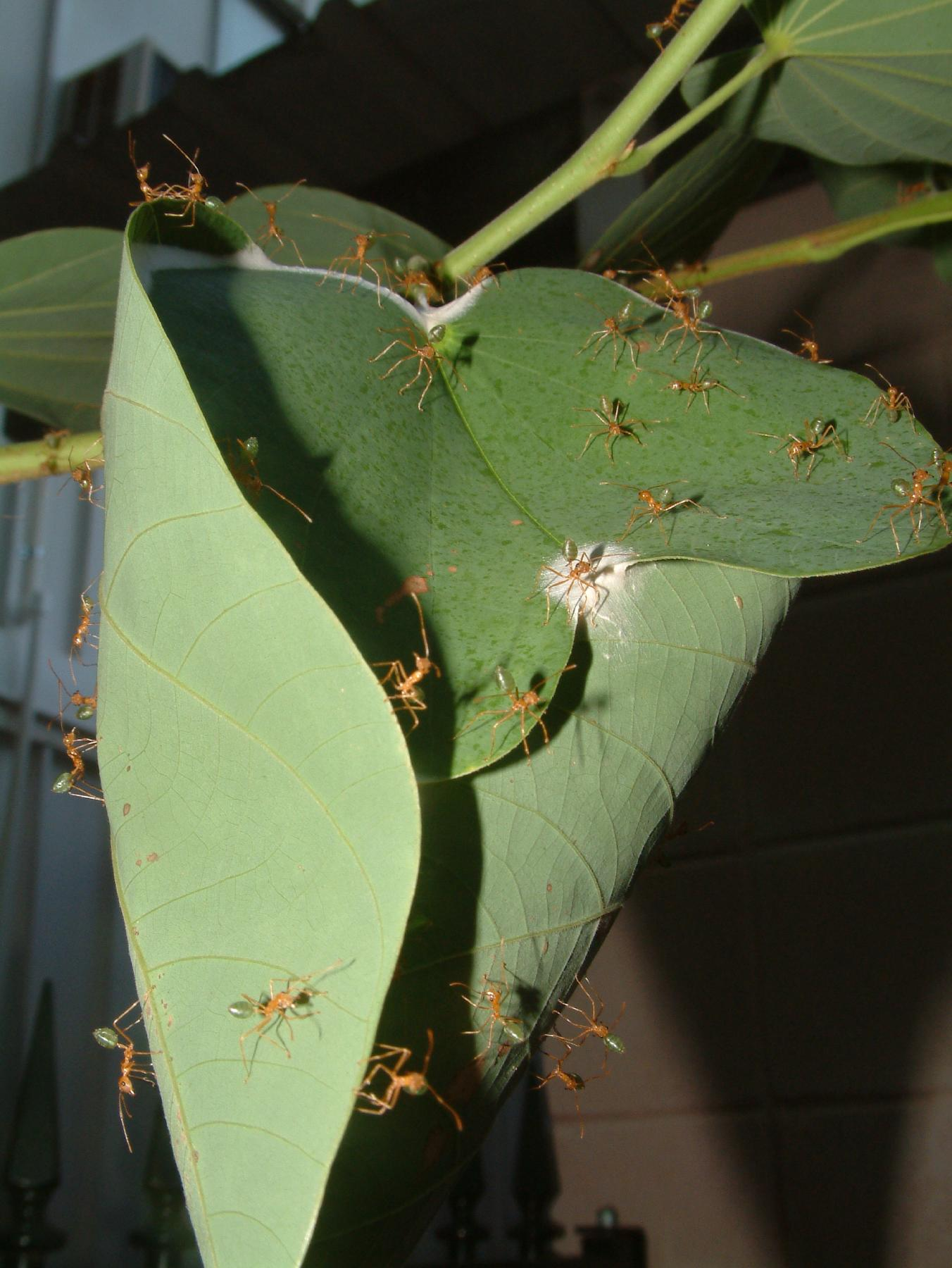
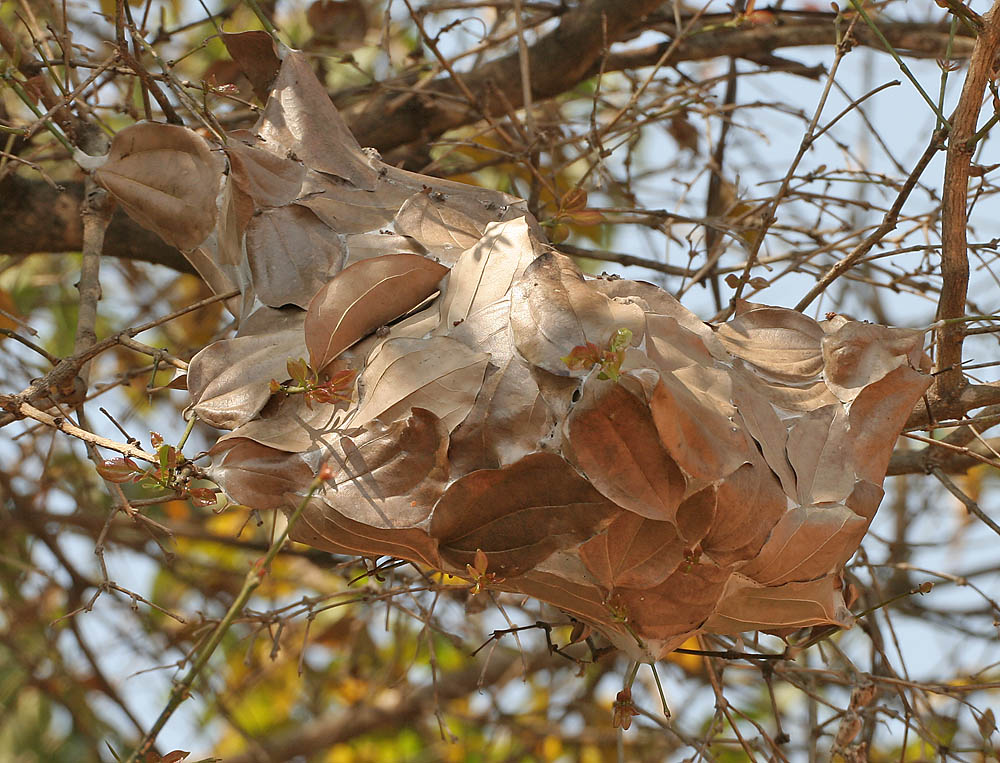
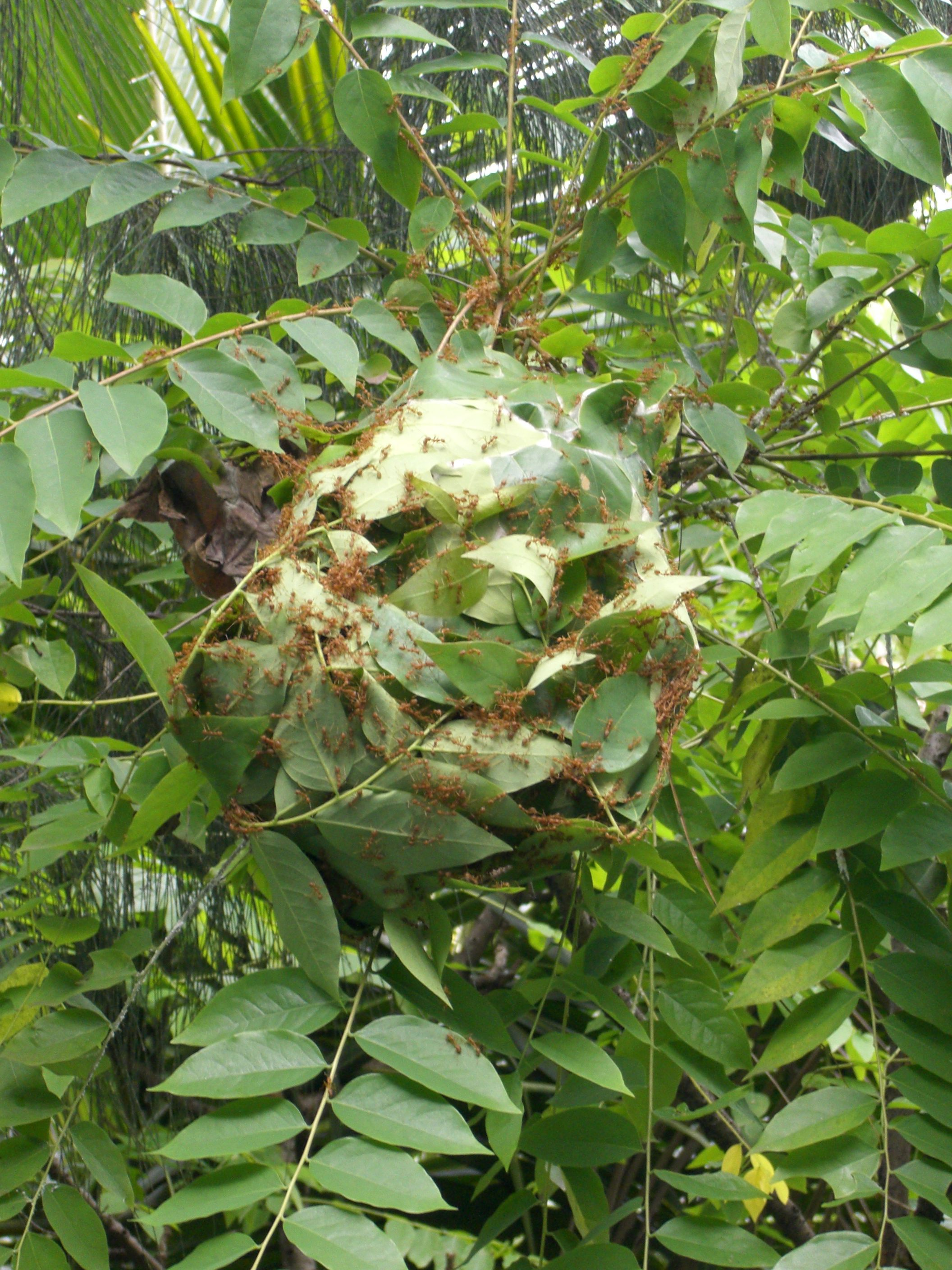
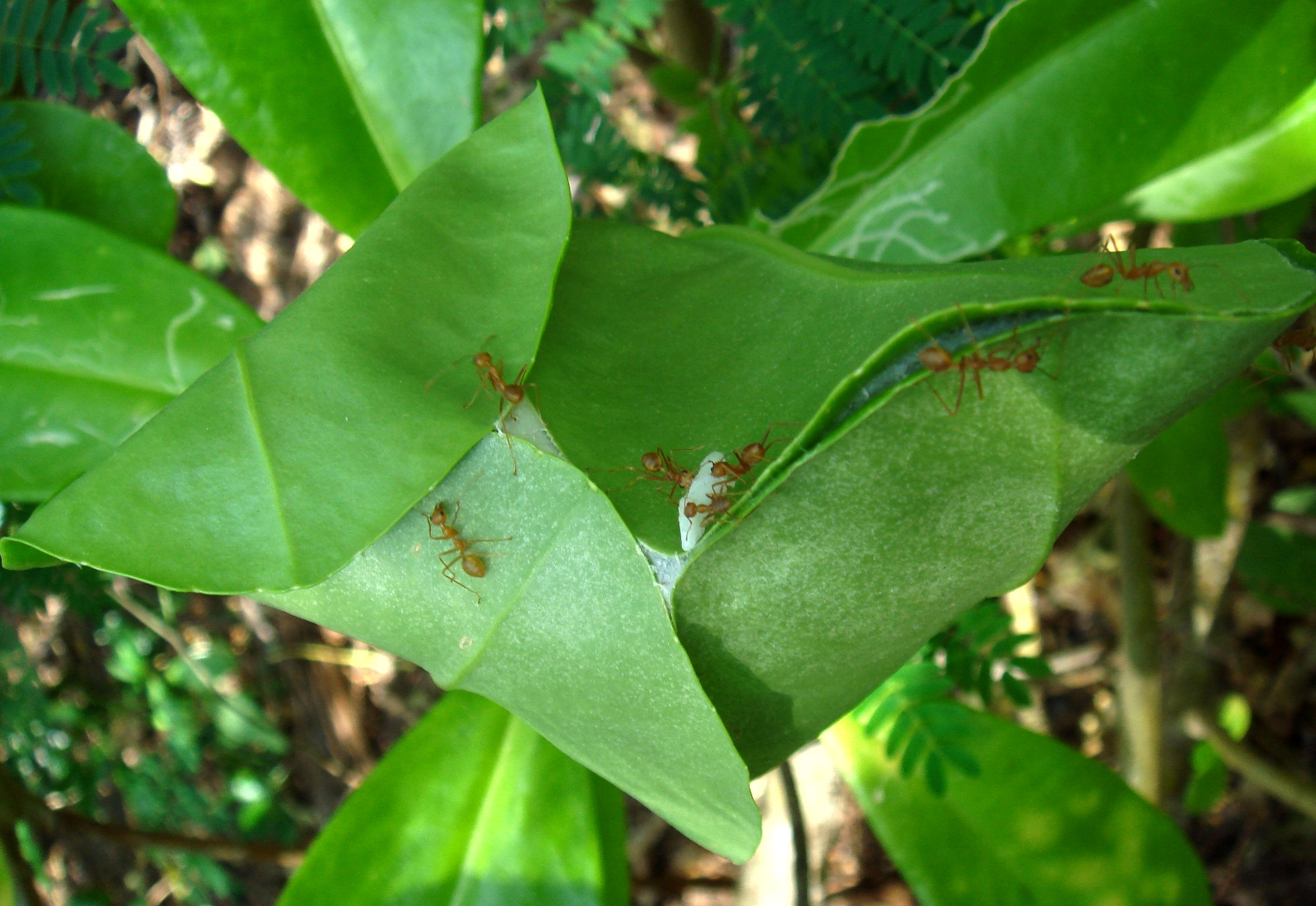
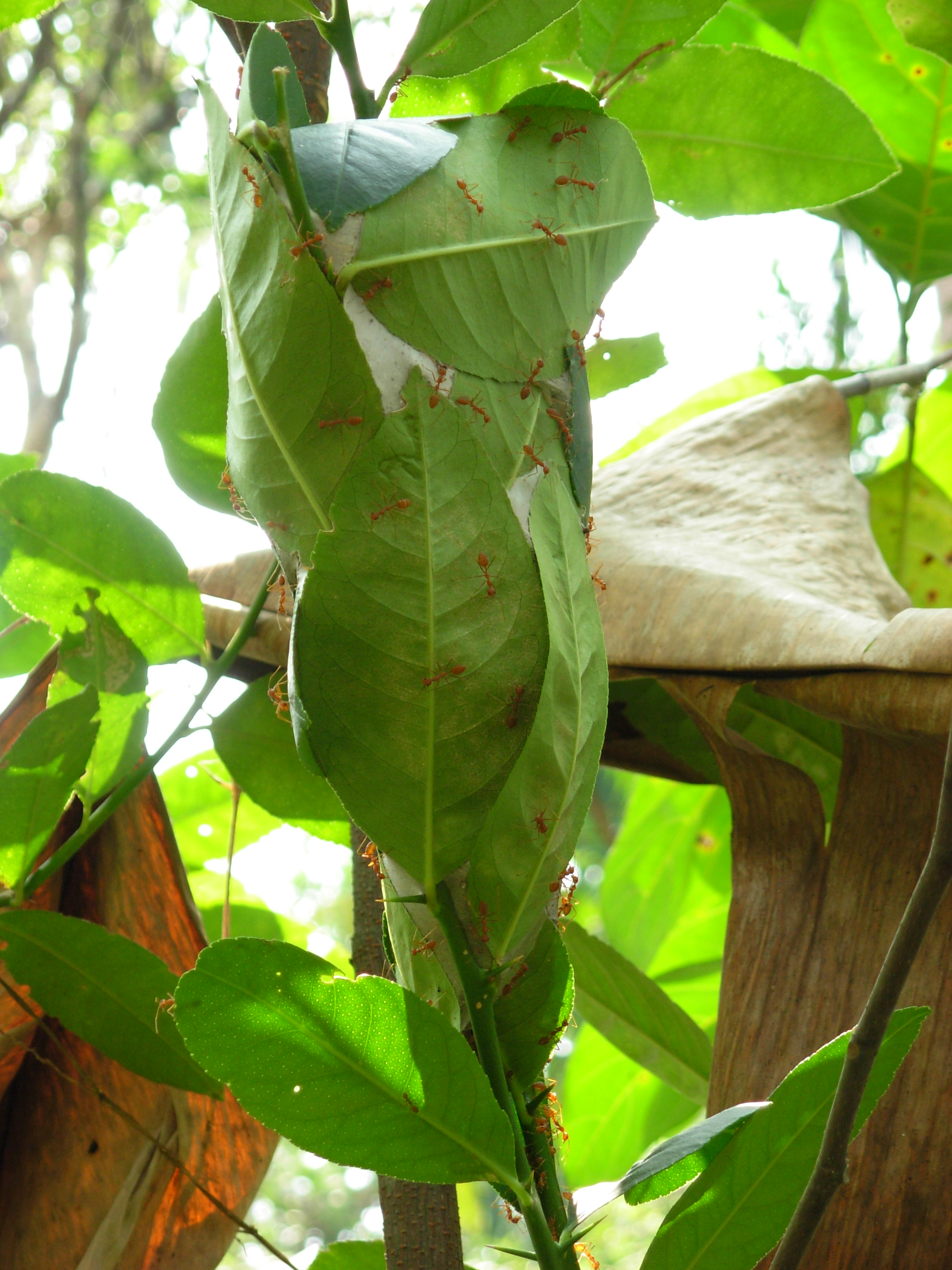

Druh Camponotus femoratus staví z hlíny hnízda kulovitého tvaru, zavěšená ve větvích. Obdobná, velice drobná hnízda z kartónovité hmoty staví i drobní cejlonští mravenci Polyrhachis illaudata.

### Rostlinná mraveniště
V tropech nelze udělat krok, aby se nenarazilo na mravence. Hnízdí dokonce v rostlinách, s nimiž jsou často v symbiotickém stavu (např. v rostlinách rodu cekropie – Cecropia). Těmto rostlinám mravenci zabezpečují ochranu a občas je rozšiřují po okolí. Rostlina jim naopak poskytuje domov a někdy plody určené přímo mravenčím nájemníkům. Při pokusu ublížit takové rostlině se mravenci ihned vyrojí a zuřivě svůj domov a rostlinu brání; proto je třeba při prodíraní se džunglí dávat pozor, čeho se dotýkáte. Taková mraveniště budují např. mravenci rodu Azteca.

### Jiná mraveniště
Nájezdný druh mravenců legionářů (Eciton burchellii) z oblasti mezi Mexikem a Paraguayí nebo druh Dolichoderus tuberifer nemá hnízdo žádné. Staví si pouhá přechodná tábořiště na částečně krytých místech. Stěny tvoří těla samotných dělnic, které jsou propojeny díky silným hákovitým drápkům na koncích chodidel. Takto vzniklá mraveniště jsou tvořena až půl miliónem těl a mají až metrový průměr. Uprostřed jsou chráněny larvy a královna.
Při přemístění na jiné stanoviště za potravou se masa pohybuje rychlostí 20 m/hod.
Mravenec zlodějský (Solenopsis fugax) je malý mravenec vyskytující se i v Česku. Jeho mraveniště je skryto v mraveništi mnohem větších mravenců, na kterých parazituje kradením jejich potravy díky vybudované síti úzkých chodbiček, kterými projdou pouze parazitující mravenci, aniž by je hostitelský druh objevil.

### Umělá mraveniště
Mravence lze chovat i uměle v takzvaných formicáriích, která slouží myrmekologům (lidé studující mravence) při studiu života mravenců.

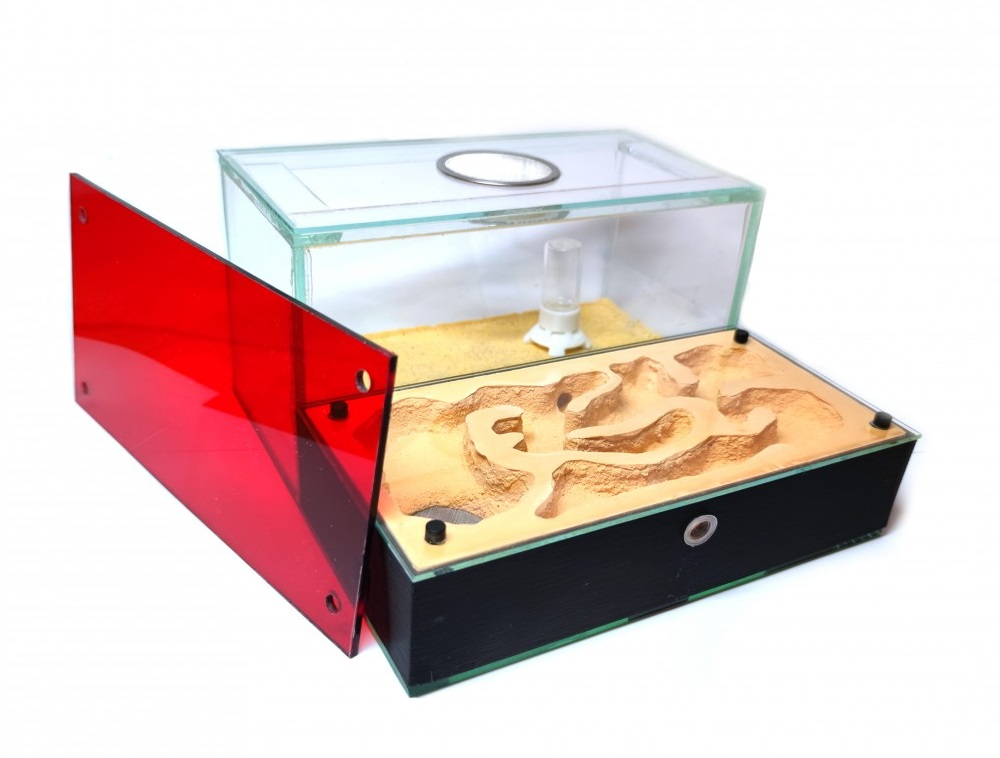
Formikárium vybavené zavlažovacím systémem, protiúnikovou bariérou a červeným pozorovacím plexisklem.

### Galerie mravenišť

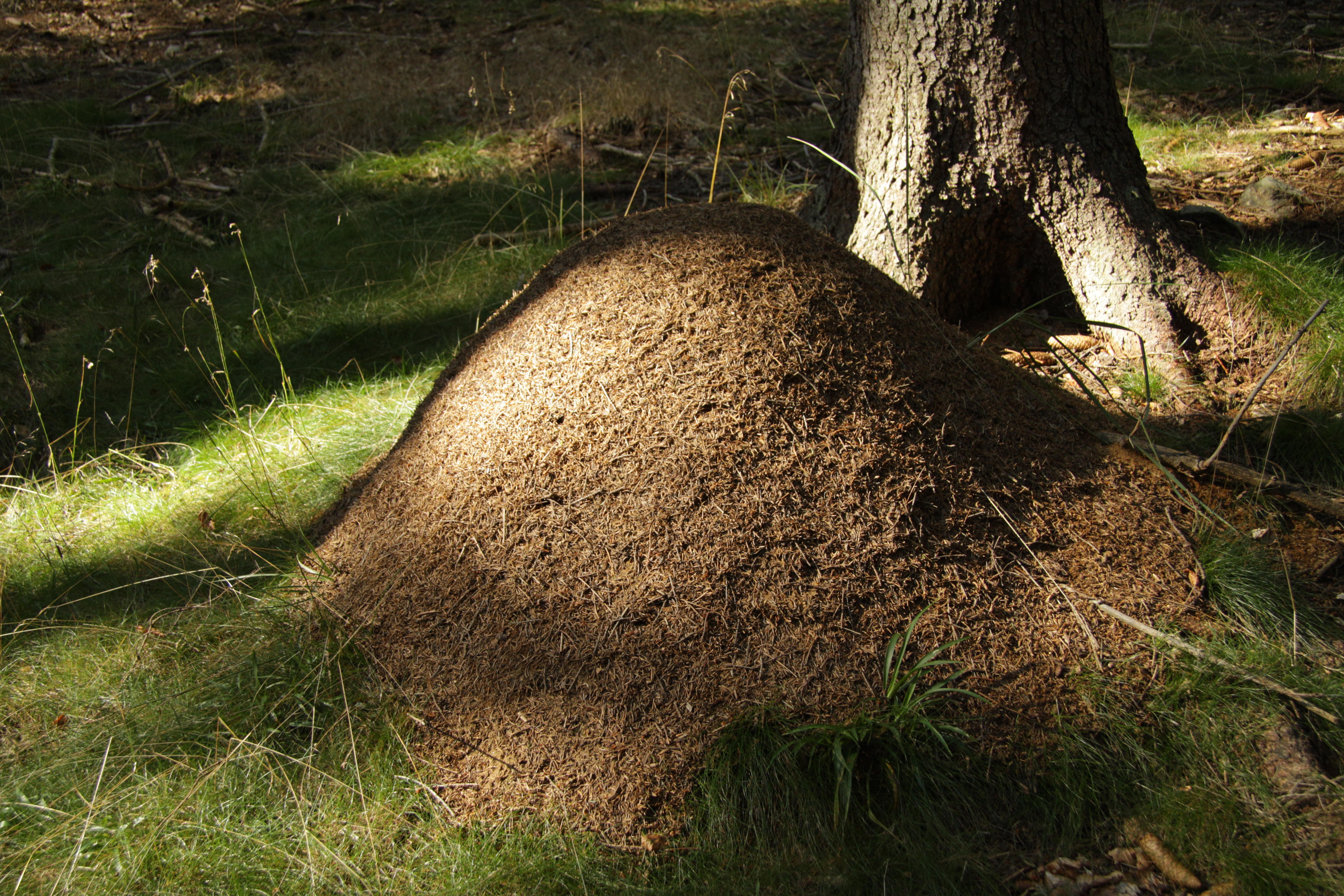
Mraveniště mravence lesního
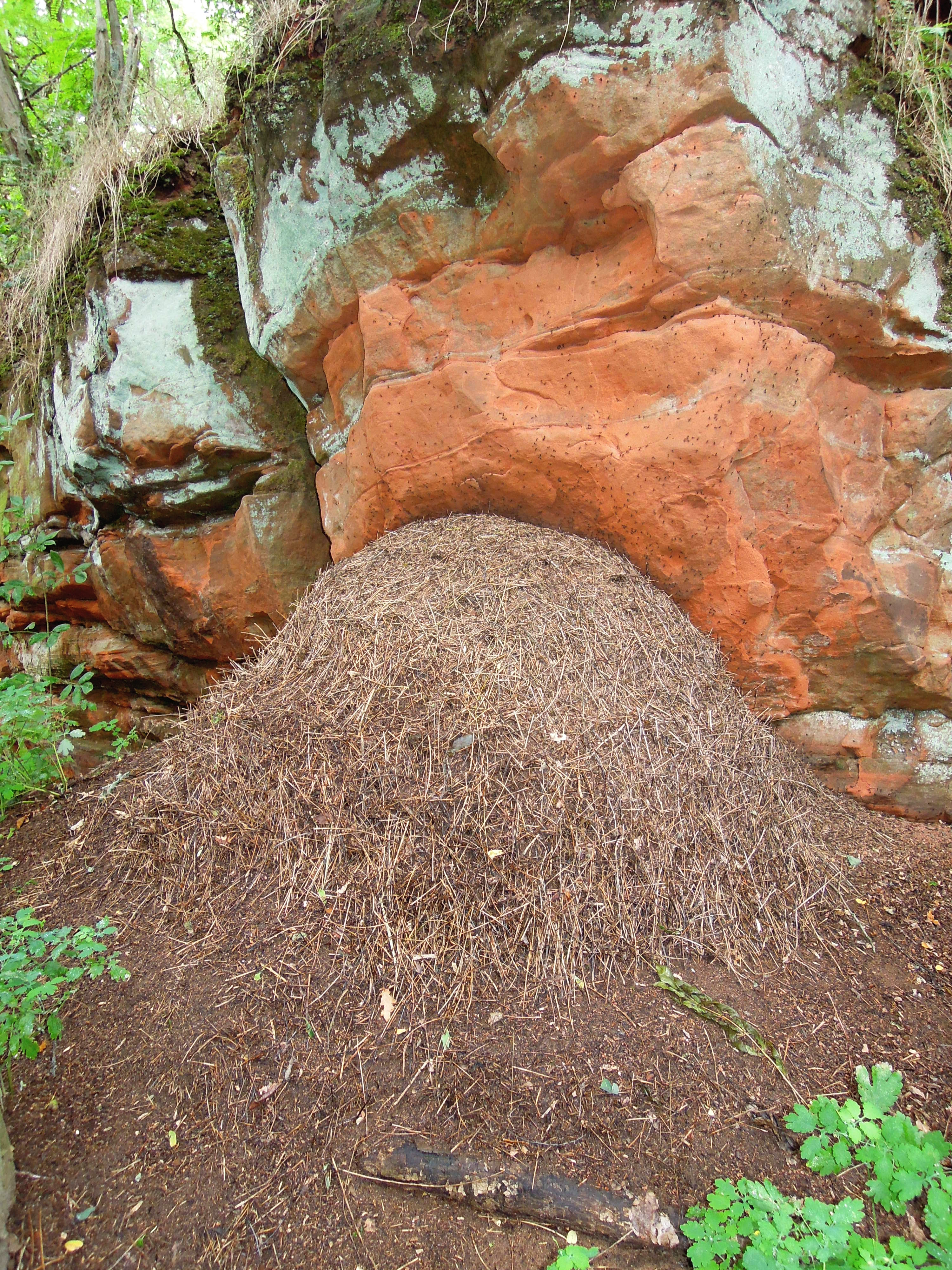
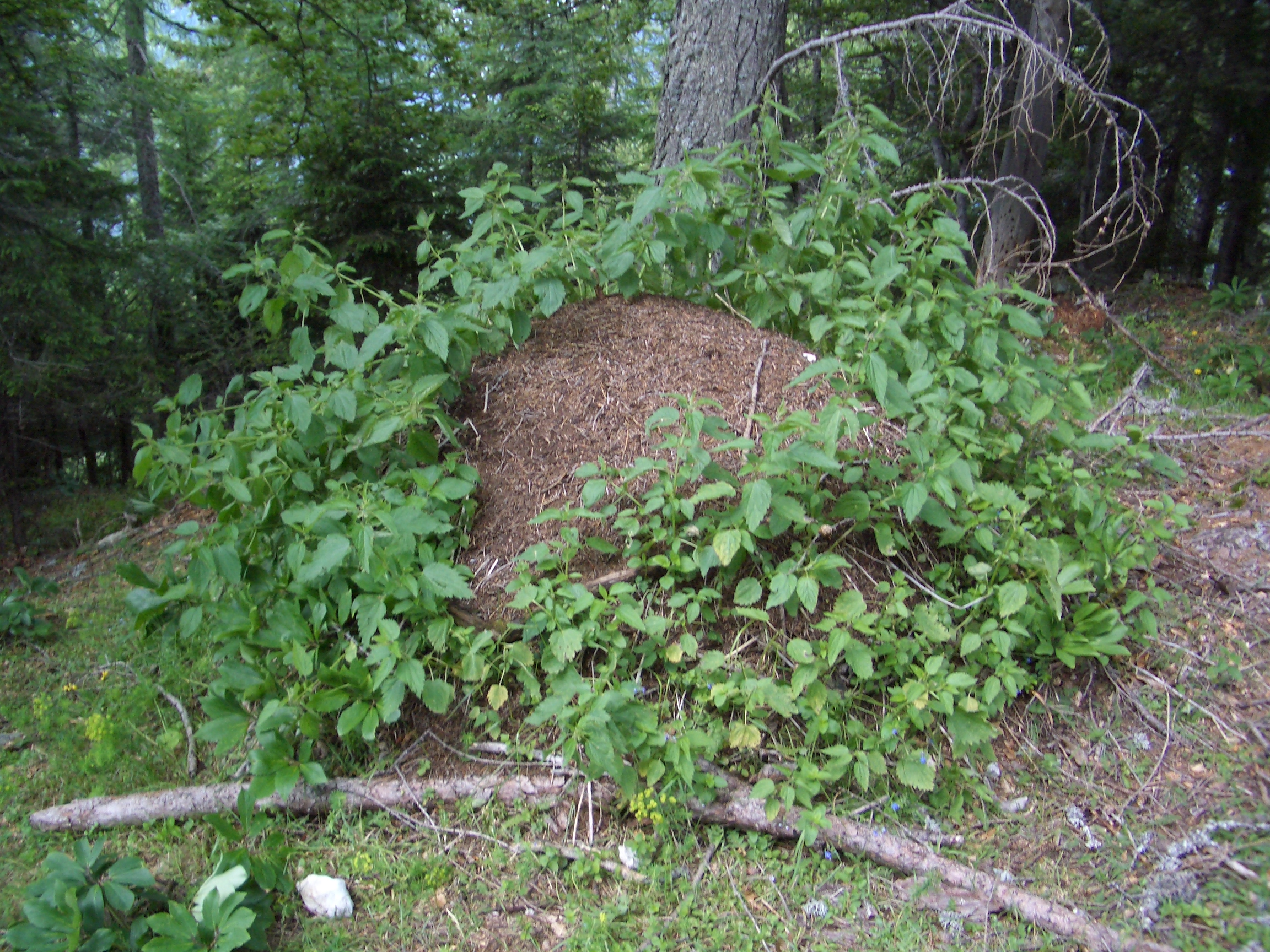
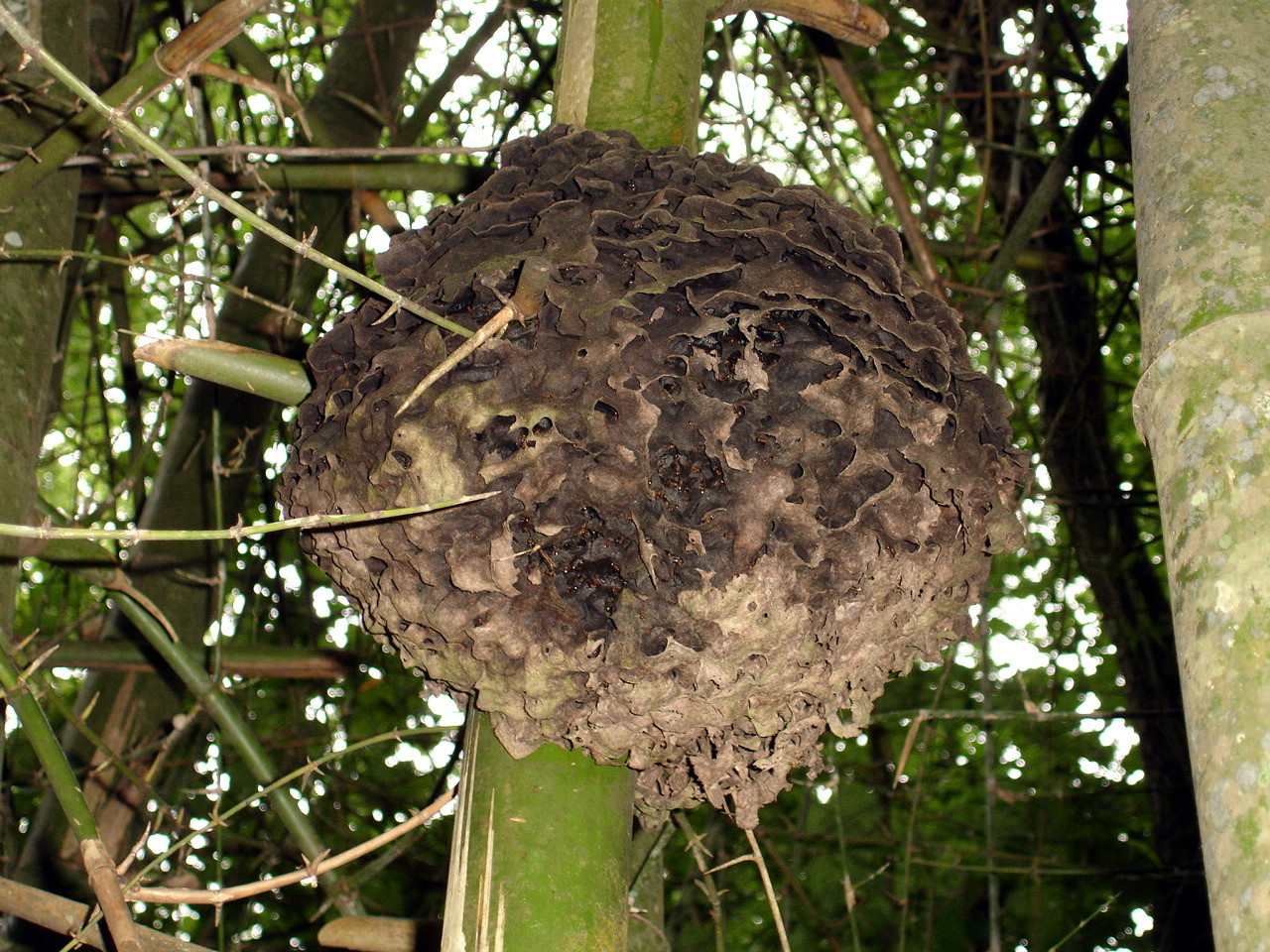
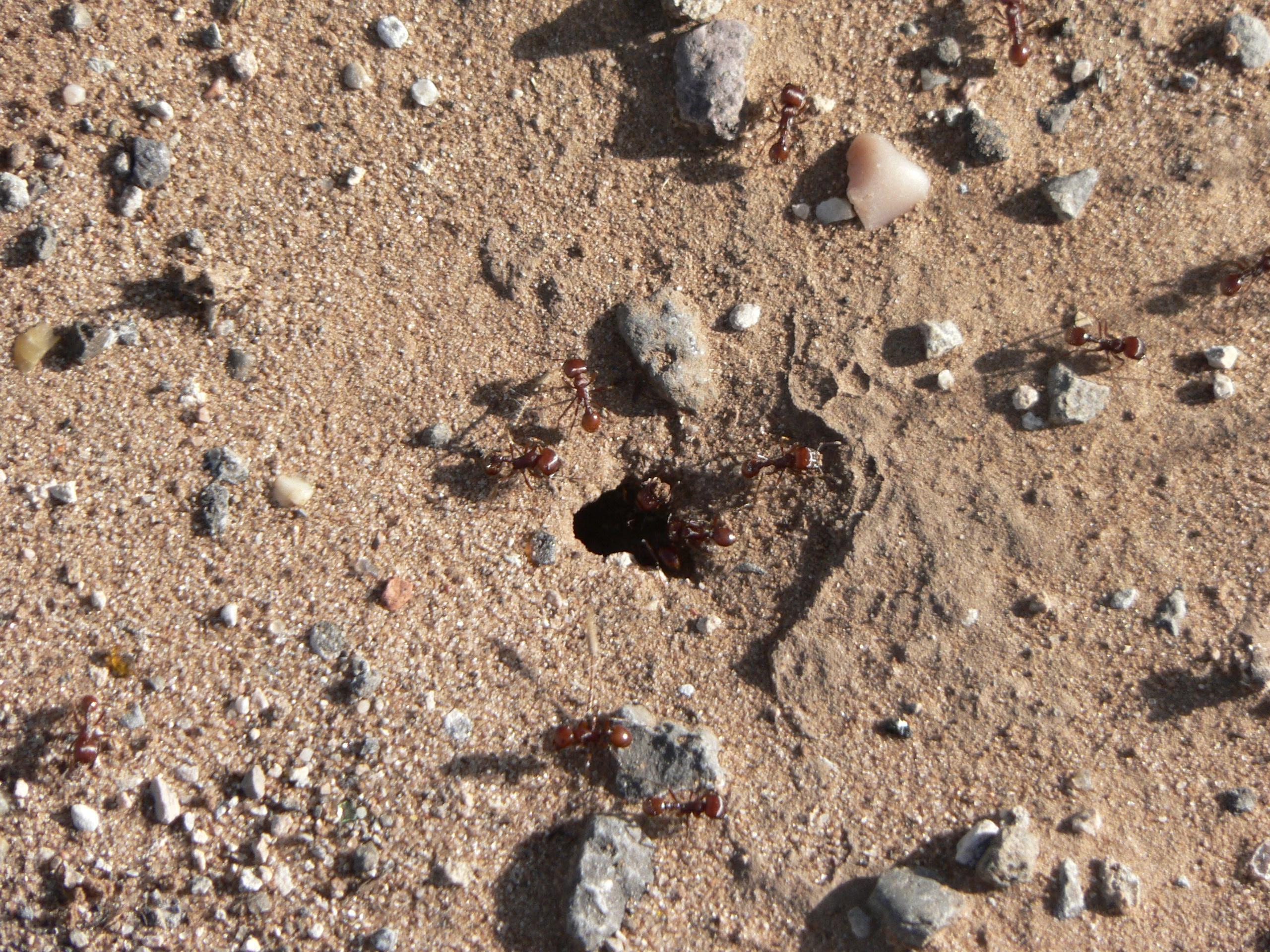
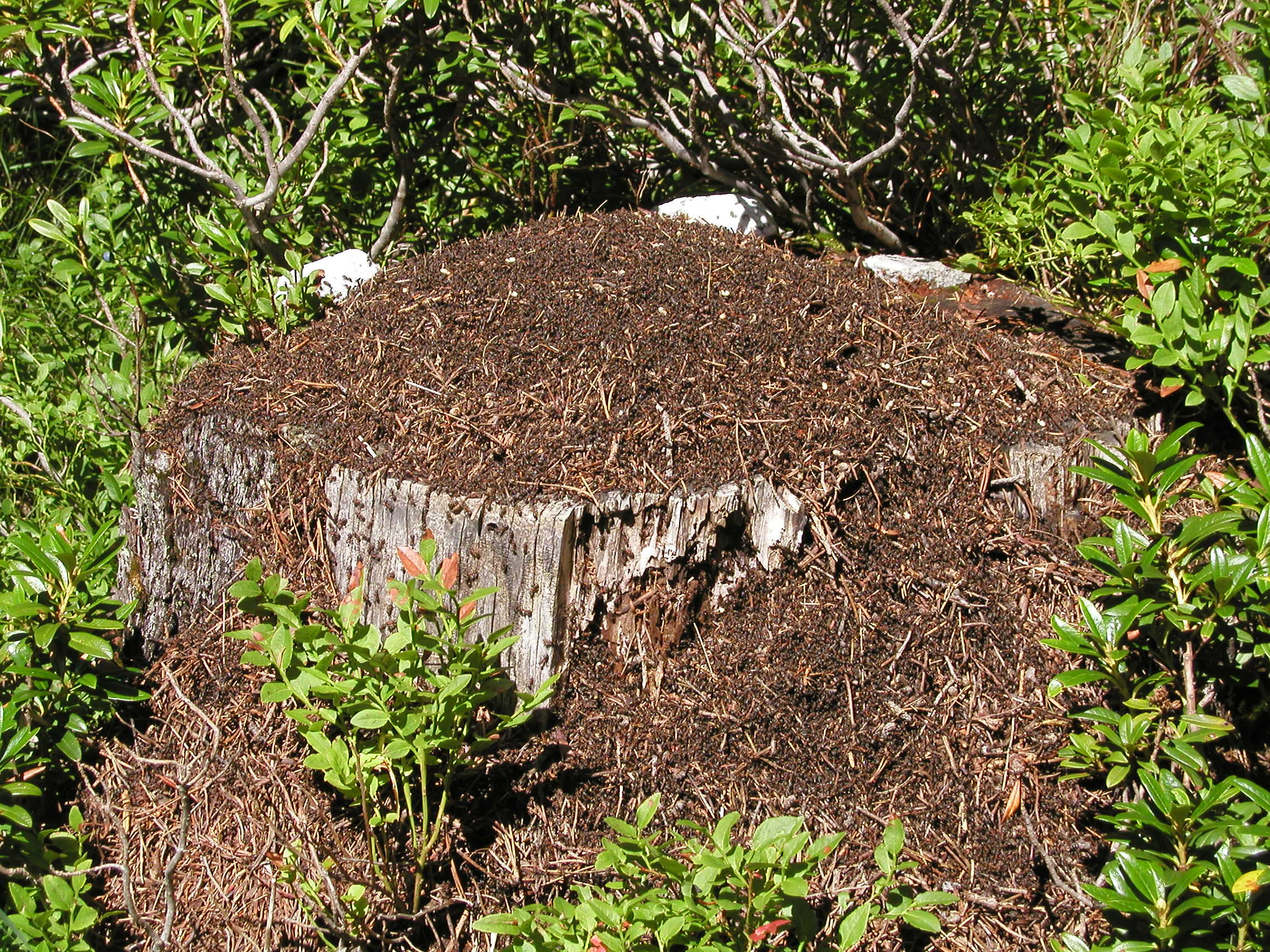
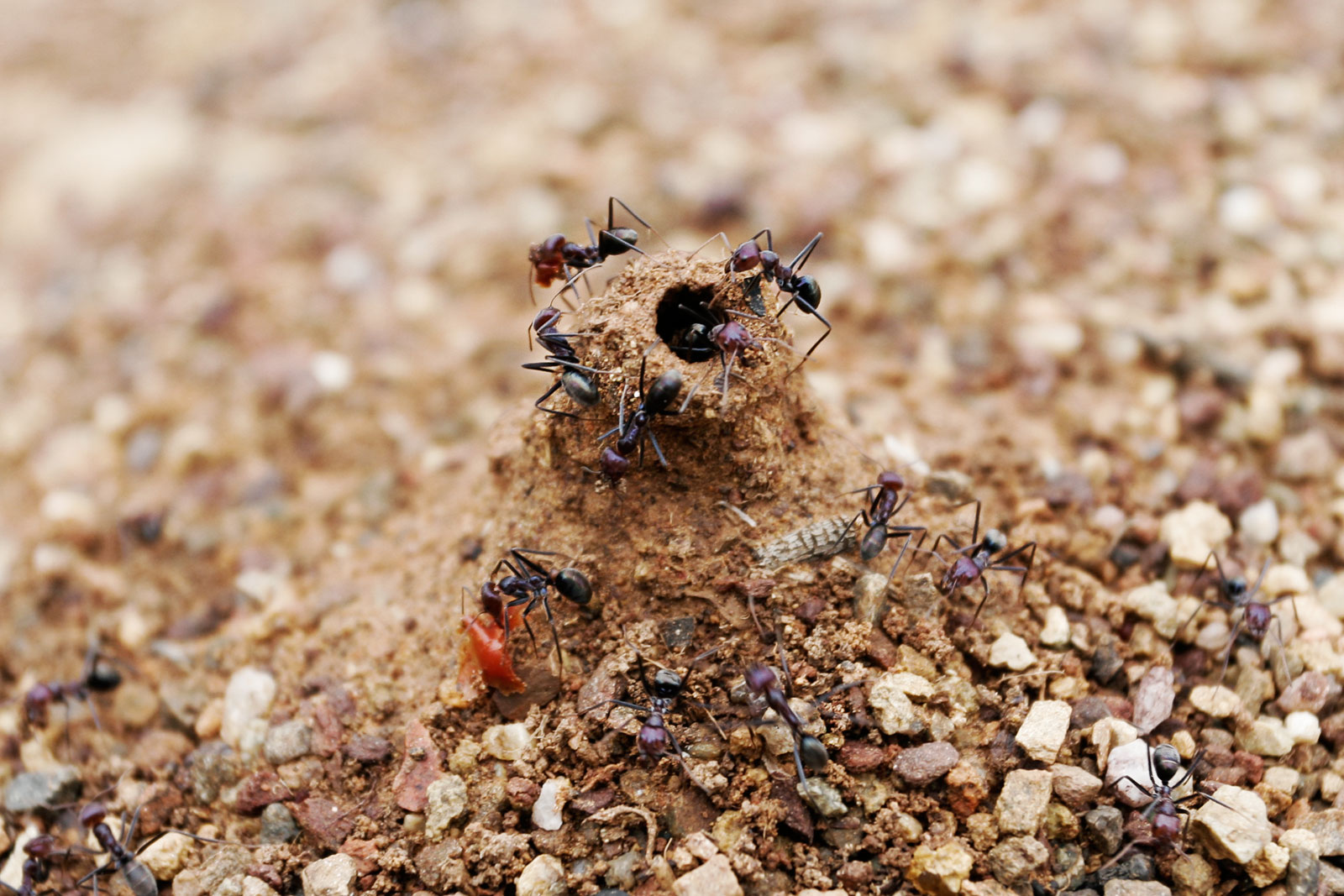
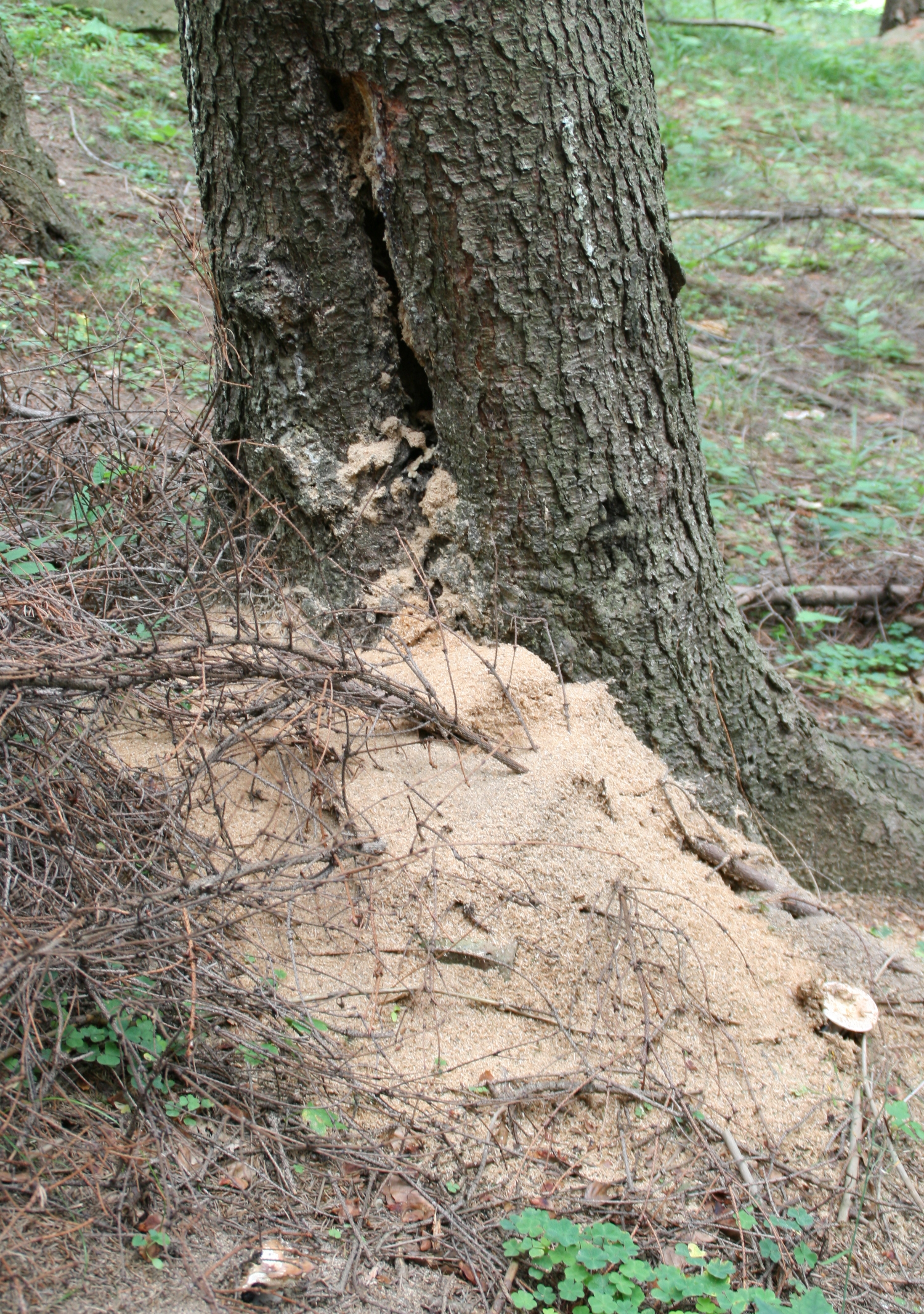